# Lista över insjöar i Sverige med namn som slutar på -järvi (Norrbotten)
järvi  ingår i namnet på följande insjöar i Norrbotten som har Wikipedia-artikel:
- Aapuajärvi, sjö i Övertorneå kommun och Norrbotten 66°51′11″N 23°30′15″Ö / 66.85302°N 23.50418°Ö
- Aareajärvi, sjö i Pajala kommun och Norrbotten 67°25′23″N 23°30′51″Ö / 67.42310°N 23.51424°Ö
- Ahmajärvi (Pajala socken, Norrbotten), sjö i Pajala kommun och Norrbotten 67°35′50″N 23°12′44″Ö / 67.59714°N 23.21229°Ö
- Ahmajärvi (Övertorneå socken, Norrbotten), sjö i Övertorneå kommun och Norrbotten 66°47′46″N 23°34′52″Ö / 66.79608°N 23.58119°Ö
- Ahvenjärvi (Junosuando socken, Norrbotten, 750804-178875), sjö i Pajala kommun och Norrbotten 67°31′32″N 22°34′58″Ö / 67.52563°N 22.58270°Ö
- Ahvenjärvi (Junosuando socken, Norrbotten, 752246-179945), sjö i Pajala kommun och Norrbotten 67°38′32″N 22°52′08″Ö / 67.64235°N 22.86895°Ö
- Ahvenjärvi (Junosuando socken, Norrbotten, 752403-178171), sjö i Pajala kommun och Norrbotten 67°40′32″N 22°27′34″Ö / 67.67563°N 22.45944°Ö
- Ahvenjärvi (Korpilombolo socken, Norrbotten), sjö i Pajala kommun och Norrbotten 66°56′49″N 22°50′28″Ö / 66.94684°N 22.84117°Ö
- Ahvenjärvi (Pajala socken, Norrbotten, 748491-181282), sjö i Pajala kommun och Norrbotten 67°17′47″N 23°04′39″Ö / 67.29630°N 23.07751°Ö
- Ahvenjärvi (Pajala socken, Norrbotten, 753285-179164), sjö i Pajala kommun och Norrbotten 67°44′25″N 22°42′23″Ö / 67.74029°N 22.70647°Ö
- Ahvenjärvi (Pajala socken, Norrbotten, 754457-180957), sjö i Pajala kommun och Norrbotten 67°49′43″N 23°10′01″Ö / 67.82848°N 23.16703°Ö
- Ahvenjärvi (Pajala socken, Norrbotten, 755242-181506), sjö i Pajala kommun och Norrbotten 67°53′44″N 23°19′09″Ö / 67.89542°N 23.31906°Ö
- Ahvenjärvi (Pajala socken, Norrbotten, 756325-181055), sjö i Pajala kommun och Norrbotten 67°59′45″N 23°14′32″Ö / 67.99581°N 23.24233°Ö
- Ahvenjärvi (Pajala socken, Norrbotten, 757081-180985), sjö i Pajala kommun och Norrbotten 68°03′35″N 23°15′14″Ö / 68.05961°N 23.25381°Ö
- Ainettijärvi, sjö i Pajala kommun och Norrbotten 67°27′22″N 22°49′24″Ö / 67.45602°N 22.82345°Ö
- Airijärvi (Korpilombolo socken, Norrbotten), sjö i Pajala kommun och Norrbotten 66°40′49″N 23°15′15″Ö / 66.68031°N 23.25428°Ö
- Airijärvi (Pajala socken, Norrbotten), sjö i Pajala kommun och Norrbotten 67°24′18″N 23°35′54″Ö / 67.40506°N 23.59825°Ö
- Akusjärvi, sjö i Haparanda kommun och Norrbotten 65°55′10″N 23°52′24″Ö / 65.91939°N 23.87328°Ö
- Ala Aareakursunjärvi, sjö i Pajala kommun och Norrbotten 67°30′09″N 23°15′21″Ö / 67.50241°N 23.25581°Ö
- Ala Karijärvi, sjö i Pajala kommun och Norrbotten 67°06′40″N 23°20′17″Ö / 67.11102°N 23.33819°Ö
- Ala Kuusijärvi, sjö i Pajala kommun och Norrbotten 67°03′35″N 23°31′39″Ö / 67.05969°N 23.52751°Ö
- Ala Puutikkajärvi, sjö i Haparanda kommun och Norrbotten 65°59′12″N 23°38′39″Ö / 65.98657°N 23.64403°Ö
- Ala-Rimpijärvi, sjö i Pajala kommun och Norrbotten 67°40′04″N 22°25′39″Ö / 67.66785°N 22.42739°Ö
- Alanen Akusjärvi, sjö i Haparanda kommun och Norrbotten 65°54′05″N 23°53′45″Ö / 65.90132°N 23.89582°Ö
- Alanen Heikinjärvi, sjö i Övertorneå kommun och Norrbotten 66°31′20″N 23°24′56″Ö / 66.52234°N 23.41552°Ö
- Alanen Kantaanjärvi, sjö i Övertorneå kommun och Norrbotten 66°39′46″N 23°13′27″Ö / 66.66289°N 23.22421°Ö
- Alanen Leppäjärvi, sjö i Pajala kommun och Norrbotten 67°19′45″N 22°19′44″Ö / 67.32928°N 22.32885°Ö
- Alanen Niskajärvi, sjö i Pajala kommun och Norrbotten 67°36′37″N 22°35′50″Ö / 67.61018°N 22.59713°Ö
- Alanen Puistisjärvi, sjö i Pajala kommun och Norrbotten 66°42′17″N 23°21′08″Ö / 66.70476°N 23.35215°Ö
- Alanen Salmijärvi, sjö i Övertorneå kommun och Norrbotten 66°30′42″N 23°24′21″Ö / 66.51154°N 23.40587°Ö
- Alanen Särkijärvi, sjö i Pajala kommun och Norrbotten 68°03′04″N 23°17′05″Ö / 68.05099°N 23.28477°Ö
- Alanen Vittajärvi, sjö i Pajala kommun och Norrbotten 66°43′01″N 23°06′17″Ö / 66.71693°N 23.10470°Ö
- Alasenmaanjärvi, sjö i Pajala kommun och Norrbotten 66°54′29″N 23°03′27″Ö / 66.90803°N 23.05750°Ö
- Alavuomanjärvi, sjö i Pajala kommun och Norrbotten 66°48′24″N 23°15′37″Ö / 66.80675°N 23.26031°Ö
- Aljujärvi, sjö i Pajala kommun och Norrbotten 67°54′30″N 22°59′48″Ö / 67.90831°N 22.99669°Ö
- Alkusjärvi, sjö i Överkalix kommun och Norrbotten 66°16′47″N 23°07′40″Ö / 66.27967°N 23.12787°Ö
- Ampiaisjärvi, sjö i Pajala kommun och Norrbotten 66°52′47″N 22°36′57″Ö / 66.87975°N 22.61589°Ö
- Ankkajärvi, sjö i Pajala kommun och Norrbotten 67°34′22″N 22°33′55″Ö / 67.57286°N 22.56537°Ö
- Anojärvi, sjö i Pajala kommun och Norrbotten 67°46′09″N 23°06′54″Ö / 67.76923°N 23.11498°Ö
- Anttilla-Ristijärvi, sjö i Haparanda kommun och Norrbotten 66°00′23″N 23°34′44″Ö / 66.00641°N 23.57878°Ö
- Askijärvi, sjö i Övertorneå kommun och Norrbotten 66°48′48″N 23°44′13″Ö / 66.81339°N 23.73692°Ö
- Assojärvi, sjö i Övertorneå kommun och Norrbotten 66°30′36″N 23°20′58″Ö / 66.50996°N 23.34931°Ö
- Barskijärvi, sjö i Övertorneå kommun och Norrbotten 66°17′22″N 23°25′52″Ö / 66.28953°N 23.43122°Ö
- Dirijärvi, sjö i Överkalix kommun och Norrbotten 66°44′40″N 22°25′53″Ö / 66.74437°N 22.43150°Ö
- Elmajärvi, sjö i Överkalix kommun och Norrbotten 66°46′35″N 22°26′50″Ö / 66.77640°N 22.44724°Ö
- Haarneskojärvi, sjö i Pajala kommun och Norrbotten 67°57′24″N 23°17′12″Ö / 67.95672°N 23.28665°Ö
- Haarniskojärvi, sjö i Pajala kommun och Norrbotten 67°25′36″N 22°52′37″Ö / 67.42663°N 22.87693°Ö
- Haisujärvi (Korpilombolo socken, Norrbotten, 742102-182661), sjö i Pajala kommun och Norrbotten 66°42′42″N 23°13′09″Ö / 66.71174°N 23.21914°Ö
- Haisujärvi (Korpilombolo socken, Norrbotten, 742626-181804), sjö i Pajala kommun och Norrbotten 66°45′54″N 23°02′38″Ö / 66.76493°N 23.04388°Ö
- Haisujärvi (Tärendö socken, Norrbotten), sjö i Pajala kommun och Norrbotten 67°26′46″N 22°09′22″Ö / 67.44617°N 22.15619°Ö
- Halinkojärvi, sjö i Pajala kommun och Norrbotten 67°02′58″N 22°41′05″Ö / 67.04953°N 22.68470°Ö
- Hallikanjärvi, sjö i Övertorneå kommun och Norrbotten 66°30′00″N 23°29′36″Ö / 66.49993°N 23.49340°Ö
- Haltiojärvi, sjö i Pajala kommun och Norrbotten 67°44′55″N 22°45′44″Ö / 67.74864°N 22.76220°Ö
- Hanhijärvi (Hietaniemi socken, Norrbotten), sjö i Övertorneå kommun och Norrbotten 66°17′59″N 23°20′05″Ö / 66.29985°N 23.33482°Ö
- Hanhijärvi (Junosuando socken, Norrbotten), sjö i Pajala kommun och Norrbotten 67°17′18″N 22°35′47″Ö / 67.28833°N 22.59647°Ö
- Hanhijärvi (Tärendö socken, Norrbotten), sjö i Pajala kommun och Norrbotten 67°23′28″N 22°18′14″Ö / 67.39100°N 22.30388°Ö
- Hanhijärvi (Övertorneå socken, Norrbotten), sjö i Övertorneå kommun och Norrbotten 66°27′18″N 23°27′59″Ö / 66.45489°N 23.46637°Ö
- Hannujärvi, sjö i Pajala kommun och Norrbotten 66°53′35″N 22°57′15″Ö / 66.89309°N 22.95413°Ö
- Harrisuannonjärvi, sjö i Pajala kommun och Norrbotten 67°59′20″N 23°06′20″Ö / 67.98879°N 23.10567°Ö
- Harujärvi, sjö i Pajala kommun och Norrbotten 66°44′58″N 23°03′04″Ö / 66.74935°N 23.05115°Ö
- Haukijärvi (Junosuando socken, Norrbotten), sjö i Pajala kommun och Norrbotten 67°24′25″N 22°32′36″Ö / 67.40708°N 22.54347°Ö
- Haukijärvi (Korpilombolo socken, Norrbotten), sjö i Pajala kommun och Norrbotten 66°55′49″N 22°30′19″Ö / 66.93026°N 22.50531°Ö
- Haukijärvi (Tärendö socken, Norrbotten, 746060-180076), sjö i Pajala kommun och Norrbotten 67°05′16″N 22°44′17″Ö / 67.08786°N 22.73795°Ö
- Haukijärvi (Tärendö socken, Norrbotten, 749060-178346), sjö i Pajala kommun och Norrbotten 67°22′28″N 22°24′55″Ö / 67.37448°N 22.41516°Ö
- Haukijärvi, sjö i Haparanda kommun och Norrbotten 66°03′45″N 23°29′15″Ö / 66.06263°N 23.48741°Ö
- Hautajärvi (Junosuando socken, Norrbotten, 749127-178764), sjö i Pajala kommun och Norrbotten 67°22′35″N 22°30′49″Ö / 67.37644°N 22.51350°Ö
- Hautajärvi (Junosuando socken, Norrbotten, 750409-179134), sjö i Pajala kommun och Norrbotten 67°29′13″N 22°37′55″Ö / 67.48698°N 22.63181°Ö
- Hautajärvi (Junosuando socken, Norrbotten, 752217-180368), sjö i Pajala kommun och Norrbotten 67°38′03″N 22°59′31″Ö / 67.63414°N 22.99193°Ö
- Heinäjärvi (Junosuando socken, Norrbotten, 749023-178661), sjö i Pajala kommun och Norrbotten 67°22′05″N 22°29′13″Ö / 67.36817°N 22.48708°Ö
- Heinäjärvi (Junosuando socken, Norrbotten, 752098-178938), sjö i Pajala kommun och Norrbotten 67°38′18″N 22°37′40″Ö / 67.63836°N 22.62776°Ö
- Heinäjärvi (Junosuando socken, Norrbotten, 752203-177755), sjö i Kiruna kommun och Norrbotten 67°39′45″N 22°20′54″Ö / 67.66259°N 22.34824°Ö
- Heinäjärvi (Pajala socken, Norrbotten), sjö i Pajala kommun och Norrbotten 67°44′39″N 22°41′09″Ö / 67.74415°N 22.68574°Ö
- Heinäjärvi (Tärendö socken, Norrbotten), sjö i Pajala kommun och Norrbotten 67°07′50″N 22°43′38″Ö / 67.13050°N 22.72729°Ö
- Hillajärvi, sjö i Pajala kommun och Norrbotten 67°31′41″N 22°35′31″Ö / 67.52795°N 22.59184°Ö
- Hirvassaivojärvi, sjö i Kiruna kommun och Norrbotten 67°43′00″N 22°25′29″Ö / 67.71660°N 22.42480°Ö
- Hirvijärvi (Nedertorneå socken, Norrbotten), sjö i Haparanda kommun och Norrbotten 65°57′06″N 23°43′37″Ö / 65.95169°N 23.72708°Ö
- Hirvijärvi (Övertorneå socken, Norrbotten), sjö i Övertorneå kommun och Norrbotten 66°27′16″N 23°12′51″Ö / 66.45439°N 23.21426°Ö
- Hiveräjärvi, sjö i Pajala kommun och Norrbotten 67°25′42″N 23°11′09″Ö / 67.42834°N 23.18581°Ö
- Honkajärvi, sjö i Pajala kommun och Norrbotten 67°05′25″N 23°11′34″Ö / 67.09034°N 23.19284°Ö
- Honkanenjärvi, sjö i Övertorneå kommun och Norrbotten 66°20′15″N 23°17′21″Ö / 66.33760°N 23.28917°Ö
- Hosiojärvi (Hietaniemi socken, Norrbotten), sjö i Övertorneå kommun och Norrbotten 66°11′25″N 23°26′00″Ö / 66.19018°N 23.43347°Ö
- Hosiojärvi (Pajala socken, Norrbotten), sjö i Pajala kommun och Norrbotten 67°19′36″N 23°06′59″Ö / 67.32672°N 23.11647°Ö
- Hosiojärvi (Övertorneå socken, Norrbotten), sjö i Övertorneå kommun och Norrbotten 66°20′16″N 23°33′34″Ö / 66.33784°N 23.55937°Ö
- Houhojärvi, sjö i Pajala kommun och Norrbotten 67°05′17″N 23°27′38″Ö / 67.08793°N 23.46062°Ö
- Huhanjärvi, sjö i Pajala kommun och Norrbotten 67°17′26″N 23°38′54″Ö / 67.29042°N 23.64837°Ö
- Huhtajärvi (Junosuando socken, Norrbotten, 749180-178649), sjö i Pajala kommun och Norrbotten 67°22′49″N 22°29′32″Ö / 67.38030°N 22.49213°Ö
- Huhtajärvi (Junosuando socken, Norrbotten, 750759-178857), sjö i Pajala kommun och Norrbotten 67°31′17″N 22°34′31″Ö / 67.52152°N 22.57540°Ö
- Huhtajärvi (Tärendö socken, Norrbotten), sjö i Pajala kommun och Norrbotten 67°22′19″N 22°24′21″Ö / 67.37189°N 22.40579°Ö
- Huhtasaajonjärvi, sjö i Pajala kommun och Norrbotten 66°50′39″N 23°08′11″Ö / 66.84423°N 23.13635°Ö
- Huitturijärvi, sjö i Pajala kommun och Norrbotten 67°13′43″N 22°51′06″Ö / 67.22861°N 22.85171°Ö
- Hukkajärvi, sjö i Överkalix kommun och Norrbotten 66°19′32″N 23°07′35″Ö / 66.32545°N 23.12647°Ö
- Husajärvi, sjö i Övertorneå kommun och Norrbotten 66°08′46″N 23°21′47″Ö / 66.14602°N 23.36306°Ö
- Iso Ahvenjärvi (Junosuando socken, Norrbotten), sjö i Pajala kommun och Norrbotten 67°32′59″N 22°35′27″Ö / 67.54971°N 22.59079°Ö
- Iso Ahvenjärvi (Pajala socken, Norrbotten), sjö i Pajala kommun och Norrbotten 67°20′11″N 23°38′08″Ö / 67.33645°N 23.63546°Ö
- Iso Ahvenjärvi (Tärendö socken, Norrbotten), sjö i Pajala kommun och Norrbotten 67°06′11″N 22°49′03″Ö / 67.10311°N 22.81755°Ö
- Iso Karhujärvi, sjö i Pajala kommun och Norrbotten 67°21′06″N 22°04′36″Ö / 67.35168°N 22.07658°Ö
- Iso Karsikkojärvi, sjö i Haparanda kommun och Norrbotten 65°54′35″N 23°56′50″Ö / 65.90978°N 23.94712°Ö
- Iso Lasujärvi, sjö i Pajala kommun och Norrbotten 67°00′06″N 23°31′10″Ö / 67.00180°N 23.51942°Ö
- Iso Lumijärvi, sjö i Pajala kommun och Norrbotten 67°34′57″N 23°02′03″Ö / 67.58249°N 23.03403°Ö
- Iso Mustajärvi, sjö i Pajala kommun och Norrbotten 67°00′56″N 22°57′05″Ö / 67.01546°N 22.95151°Ö
- Iso Poikurinjärvi, sjö i Pajala kommun och Norrbotten 67°12′44″N 22°51′54″Ö / 67.21216°N 22.86501°Ö
- Iso Rantajärvi, sjö i Pajala kommun och Norrbotten 67°23′39″N 22°26′09″Ö / 67.39426°N 22.43587°Ö
- Iso Typpyräjärvi, sjö i Pajala kommun och Norrbotten 66°57′06″N 23°10′25″Ö / 66.95171°N 23.17364°Ö
- Iso Viiksjärvi, sjö i Pajala kommun och Norrbotten 67°27′30″N 22°31′48″Ö / 67.45838°N 22.52988°Ö
- Isojärvi (Junosuando socken, Norrbotten, 749497-178699), sjö i Pajala kommun och Norrbotten 67°24′42″N 22°31′16″Ö / 67.41153°N 22.52107°Ö
- Isojärvi (Junosuando socken, Norrbotten, 750166-179230), sjö i Pajala kommun och Norrbotten 67°27′48″N 22°38′19″Ö / 67.46335°N 22.63863°Ö
- Isojärvi (Junosuando socken, Norrbotten, 750645-179064), sjö i Pajala kommun och Norrbotten 67°30′50″N 22°37′03″Ö / 67.51398°N 22.61749°Ö
- Itä Matkajärvi, sjö i Övertorneå kommun och Norrbotten 66°19′08″N 23°20′06″Ö / 66.31888°N 23.33494°Ö
- Joenmukkajärvi, sjö i Pajala kommun och Norrbotten 67°36′28″N 22°38′22″Ö / 67.60777°N 22.63944°Ö
- Joensuunjärvi, sjö i Pajala kommun och Norrbotten 67°31′41″N 22°38′48″Ö / 67.52798°N 22.64673°Ö
- Jokijärvi (Korpilombolo socken, Norrbotten), sjö i Pajala kommun och Norrbotten 66°51′06″N 22°43′29″Ö / 66.85159°N 22.72460°Ö
- Jokijärvi (Pajala socken, Norrbotten), sjö i Pajala kommun och Norrbotten 67°47′26″N 23°05′07″Ö / 67.79067°N 23.08524°Ö
- Jomotusjärvi, sjö i Övertorneå kommun och Norrbotten 66°33′31″N 23°21′15″Ö / 66.55862°N 23.35419°Ö
- Joukhalsjärvi, sjö i Pajala kommun och Norrbotten 66°48′32″N 22°49′43″Ö / 66.80886°N 22.82865°Ö
- Jouttenjärvi, sjö i Övertorneå kommun och Norrbotten 66°41′30″N 23°46′57″Ö / 66.69174°N 23.78239°Ö
- Juhakkajärvi, sjö i Pajala kommun och Norrbotten 67°18′25″N 22°38′05″Ö / 67.30681°N 22.63463°Ö
- Jukulajärvi, sjö i Övertorneå kommun och Norrbotten 66°20′25″N 23°35′41″Ö / 66.34030°N 23.59473°Ö
- Junkijärvi, sjö i Övertorneå kommun och Norrbotten 66°29′33″N 23°25′44″Ö / 66.49255°N 23.42875°Ö
- Juojärvi, sjö i Övertorneå kommun och Norrbotten 66°38′03″N 23°41′15″Ö / 66.63417°N 23.68757°Ö
- Juomajärvi, sjö i Pajala kommun och Norrbotten 66°48′49″N 23°06′37″Ö / 66.81353°N 23.11021°Ö
- Jäkäläjärvi, sjö i Pajala kommun och Norrbotten 67°31′36″N 22°38′04″Ö / 67.52670°N 22.63434°Ö
- Jäkäläsaivajärvi, sjö i Pajala kommun och Norrbotten 67°42′26″N 22°25′19″Ö / 67.70717°N 22.42190°Ö
- Jänkkäjärvi (Hietaniemi socken, Norrbotten), sjö i Övertorneå kommun och Norrbotten 66°18′14″N 23°29′08″Ö / 66.30398°N 23.48563°Ö
- Jänkkäjärvi (Junosuando socken, Norrbotten), sjö i Pajala kommun och Norrbotten 67°32′33″N 22°37′41″Ö / 67.54255°N 22.62809°Ö
- Jänkkäjärvi (Tärendö socken, Norrbotten), sjö i Pajala kommun och Norrbotten 67°18′46″N 22°16′31″Ö / 67.31290°N 22.27515°Ö
- Järvikäisenjärvi, sjö i Pajala kommun och Norrbotten 66°45′41″N 22°56′52″Ö / 66.76130°N 22.94785°Ö
- Järviöjärvi, sjö i Övertorneå kommun och Norrbotten 66°43′16″N 23°39′34″Ö / 66.72098°N 23.65934°Ö
- Kaakkurijärvi (Korpilombolo socken, Norrbotten), sjö i Pajala kommun och Norrbotten 66°47′56″N 22°28′51″Ö / 66.79877°N 22.48072°Ö
- Kaakkurijärvi (Pajala socken, Norrbotten, 745716-182758), sjö i Pajala kommun och Norrbotten 67°01′55″N 23°20′23″Ö / 67.03202°N 23.33966°Ö
- Kaakkurijärvi (Pajala socken, Norrbotten, 748944-181395), sjö i Pajala kommun och Norrbotten 67°20′01″N 23°06′58″Ö / 67.33358°N 23.11624°Ö
- Kaakkurijärvi (Pajala socken, Norrbotten, 755742-181215), sjö i Pajala kommun och Norrbotten 67°56′24″N 23°15′52″Ö / 67.93996°N 23.26443°Ö
- Kaakkurijärvi (Övertorneå socken, Norrbotten), sjö i Övertorneå kommun och Norrbotten 66°39′37″N 23°48′38″Ö / 66.66034°N 23.81044°Ö
- Kaartiskajärvi, sjö i Pajala kommun och Norrbotten 66°45′46″N 23°09′56″Ö / 66.76270°N 23.16560°Ö
- Kahrasenjärvi, sjö i Övertorneå kommun och Norrbotten 66°33′00″N 23°42′50″Ö / 66.54999°N 23.71375°Ö
- Kahujärvi, sjö i Pajala kommun och Norrbotten 67°17′22″N 23°08′59″Ö / 67.28958°N 23.14966°Ö
- Kaitajuojärvi, sjö i Övertorneå kommun och Norrbotten 66°36′49″N 23°35′35″Ö / 66.61364°N 23.59311°Ö
- Kaitajärvi (Korpilombolo socken, Norrbotten, 742227-181565), sjö i Pajala kommun och Norrbotten 66°44′56″N 22°58′27″Ö / 66.74892°N 22.97413°Ö
- Kaitajärvi (Korpilombolo socken, Norrbotten, 745036-181126), sjö i Pajala kommun och Norrbotten 66°59′33″N 22°56′45″Ö / 66.99254°N 22.94590°Ö
- Kaitajärvi (Pajala socken, Norrbotten), sjö i Pajala kommun och Norrbotten 67°24′44″N 22°55′54″Ö / 67.41222°N 22.93173°Ö
- Kaitijärvi, sjö i Haparanda kommun och Norrbotten 65°54′03″N 24°01′14″Ö / 65.90097°N 24.02052°Ö
- Kaivosjärvi (Junosuando socken, Norrbotten, 750112-179014), sjö i Pajala kommun och Norrbotten 67°27′36″N 22°35′38″Ö / 67.46011°N 22.59378°Ö
- Kaivosjärvi (Junosuando socken, Norrbotten, 751078-179084), sjö i Pajala kommun och Norrbotten 67°32′53″N 22°38′00″Ö / 67.54792°N 22.63341°Ö
- Kalkkijärvi, sjö i Pajala kommun och Norrbotten 67°19′04″N 23°38′24″Ö / 67.31772°N 23.64006°Ö
- Kaltjojärvi, sjö i Pajala kommun och Norrbotten 67°22′11″N 22°30′31″Ö / 67.36962°N 22.50854°Ö
- Kamarijärvi, sjö i Pajala kommun och Norrbotten 67°47′47″N 22°53′39″Ö / 67.79640°N 22.89419°Ö
- Kankaanjärvi (Hietaniemi socken, Norrbotten, 736214-183956), sjö i Övertorneå kommun och Norrbotten 66°10′35″N 23°21′04″Ö / 66.17646°N 23.35123°Ö
- Kankaanjärvi (Hietaniemi socken, Norrbotten, 737241-183922), sjö i Övertorneå kommun och Norrbotten 66°15′56″N 23°22′28″Ö / 66.26544°N 23.37441°Ö
- Karhakkajärvi (Korpilombolo socken, Norrbotten), sjö i Pajala kommun och Norrbotten 66°54′07″N 22°29′48″Ö / 66.90206°N 22.49663°Ö
- Karhakkajärvi (Pajala socken, Norrbotten), sjö i Pajala kommun och Norrbotten 68°04′42″N 23°18′49″Ö / 68.07826°N 23.31370°Ö
- Karhujärvi (Hietaniemi socken, Norrbotten), sjö i Övertorneå kommun och Norrbotten 66°10′56″N 23°34′50″Ö / 66.18210°N 23.58056°Ö
- Karhujärvi (Junosuando socken, Norrbotten), sjö i Pajala kommun och Norrbotten 67°26′10″N 22°36′12″Ö / 67.43618°N 22.60335°Ö
- Karhujärvi (Pajala socken, Norrbotten), sjö i Pajala kommun och Norrbotten 67°03′32″N 23°12′42″Ö / 67.05880°N 23.21162°Ö
- Karijärvi (Junosuando socken, Norrbotten, 749217-178539), sjö i Pajala kommun och Norrbotten 67°22′58″N 22°28′39″Ö / 67.38281°N 22.47738°Ö
- Karijärvi (Junosuando socken, Norrbotten, 752220-178790), sjö i Pajala kommun och Norrbotten 67°38′58″N 22°35′39″Ö / 67.64941°N 22.59427°Ö
- Karijärvi (Pajala socken, Norrbotten, 746878-181090), sjö i Pajala kommun och Norrbotten 67°09′11″N 22°59′26″Ö / 67.15300°N 22.99052°Ö
- Karijärvi (Pajala socken, Norrbotten, 753876-180792), sjö i Pajala kommun och Norrbotten 67°46′52″N 23°06′20″Ö / 67.78119°N 23.10563°Ö
- Karijärvi (Pajala socken, Norrbotten, 754965-181361), sjö i Pajala kommun och Norrbotten 67°52′10″N 23°16′29″Ö / 67.86940°N 23.27474°Ö
- Karijärvi (Övertorneå socken, Norrbotten, 740502-182506), sjö i Övertorneå kommun och Norrbotten 66°34′16″N 23°08′31″Ö / 66.57109°N 23.14182°Ö
- Karijärvi (Övertorneå socken, Norrbotten, 740800-182364), sjö i Övertorneå kommun och Norrbotten 66°35′57″N 23°07′05″Ö / 66.59909°N 23.11793°Ö
- Karttulamaanjärvi, sjö i Övertorneå kommun och Norrbotten 66°52′03″N 23°54′37″Ö / 66.86739°N 23.91016°Ö
- Kauhajärvi, sjö i Pajala kommun och Norrbotten 66°55′08″N 23°08′19″Ö / 66.91898°N 23.13866°Ö
- Kaunisjärvi, sjö i Pajala kommun och Norrbotten 67°23′11″N 23°21′53″Ö / 67.38646°N 23.36474°Ö
- Keikkalajärvi, sjö i Pajala kommun och Norrbotten 67°57′24″N 23°12′02″Ö / 67.95676°N 23.20046°Ö
- Kellarijärvi, sjö i Pajala kommun och Norrbotten 67°32′37″N 22°36′55″Ö / 67.54355°N 22.61518°Ö
- Kenkäjärvi, sjö i Övertorneå kommun och Norrbotten 66°12′03″N 23°35′58″Ö / 66.20082°N 23.59952°Ö
- Kenttäjärvi (Pajala socken, Norrbotten), sjö i Pajala kommun och Norrbotten 67°49′48″N 23°07′16″Ö / 67.83010°N 23.12098°Ö
- Kenttäjärvi (Överkalix socken, Norrbotten), sjö i Överkalix kommun och Norrbotten 66°32′51″N 23°03′06″Ö / 66.54763°N 23.05158°Ö
- Kenttämaanjärvi, sjö i Pajala kommun och Norrbotten 66°40′33″N 23°05′44″Ö / 66.67579°N 23.09545°Ö
- Kentäntakanenjärvi, sjö i Pajala kommun och Norrbotten 67°24′29″N 22°28′30″Ö / 67.40814°N 22.47489°Ö
- Keskijärvi, sjö i Haparanda kommun och Norrbotten 65°54′47″N 23°33′33″Ö / 65.91302°N 23.55912°Ö
- Keskinen Niskajärvi, sjö i Pajala kommun och Norrbotten 67°36′51″N 22°35′47″Ö / 67.61418°N 22.59639°Ö
- Keskinen Särkijärvi, sjö i Pajala kommun och Norrbotten 68°03′15″N 23°15′13″Ö / 68.05430°N 23.25354°Ö
- Kesunkijärvi, sjö i Pajala kommun och Norrbotten 68°08′08″N 23°17′25″Ö / 68.13562°N 23.29040°Ö
- Kiekurijärvi, sjö i Överkalix kommun och Norrbotten 66°42′53″N 22°47′06″Ö / 66.71481°N 22.78490°Ö
- Kiilajärvi, sjö i Pajala kommun och Norrbotten 67°02′57″N 22°49′08″Ö / 67.04916°N 22.81875°Ö
- Kiilisjärvi, sjö i Överkalix kommun och Norrbotten 66°15′31″N 23°12′46″Ö / 66.25857°N 23.21278°Ö
- Kiimajärvi (Junosuando socken, Norrbotten, 752312-178831), sjö i Pajala kommun och Norrbotten 67°39′34″N 22°36′37″Ö / 67.65938°N 22.61018°Ö
- Kiimajärvi (Junosuando socken, Norrbotten, 752657-178125), sjö i Pajala kommun och Norrbotten 67°41′53″N 22°27′48″Ö / 67.69817°N 22.46347°Ö
- Killeröjärvi, sjö i Pajala kommun och Norrbotten 67°33′31″N 22°35′09″Ö / 67.55848°N 22.58577°Ö
- Kipelijärvi, sjö i Övertorneå kommun och Norrbotten 66°53′24″N 23°39′19″Ö / 66.88987°N 23.65526°Ö
- Kipparijärvi, sjö i Pajala kommun och Norrbotten 68°04′35″N 23°11′40″Ö / 68.07636°N 23.19456°Ö
- Kirjapääjärvi, sjö i Pajala kommun och Norrbotten 67°21′06″N 22°11′33″Ö / 67.35179°N 22.19248°Ö
- Kirnujärvi, sjö i Pajala kommun och Norrbotten 67°01′22″N 23°07′44″Ö / 67.02268°N 23.12901°Ö
- Kitkiöjärvi, sjö i Pajala kommun och Norrbotten 67°49′20″N 23°08′17″Ö / 67.82230°N 23.13810°Ö
- Kitroonijärvi, sjö i Pajala kommun och Norrbotten 67°57′39″N 23°11′18″Ö / 67.96074°N 23.18828°Ö
- Kiuhtisjärvi, sjö i Pajala kommun och Norrbotten 67°42′52″N 23°13′54″Ö / 67.71433°N 23.23158°Ö
- Kivijärvi (Hietaniemi socken, Norrbotten), sjö i Övertorneå kommun och Norrbotten 66°08′57″N 23°18′54″Ö / 66.14918°N 23.31499°Ö
- Kivijärvi (Junosuando socken, Norrbotten), sjö i Pajala kommun och Norrbotten 67°41′07″N 22°28′38″Ö / 67.68527°N 22.47711°Ö
- Kivijärvi (Korpilombolo socken, Norrbotten), sjö i Pajala kommun och Norrbotten 66°44′26″N 23°10′28″Ö / 66.74063°N 23.17449°Ö
- Kivijärvi (Nedertorneå socken, Norrbotten, 732544-186416), sjö i Haparanda kommun och Norrbotten 65°49′16″N 23°47′12″Ö / 65.82105°N 23.78656°Ö
- Kivijärvi (Nedertorneå socken, Norrbotten, 732823-187185), sjö i Haparanda kommun och Norrbotten 65°50′18″N 23°57′54″Ö / 65.83822°N 23.96508°Ö
- Kivijärvi (Pajala socken, Norrbotten), sjö i Pajala kommun och Norrbotten 67°06′47″N 23°09′17″Ö / 67.11303°N 23.15463°Ö
- Kivijärvi (Tärendö socken, Norrbotten, 747911-176144), sjö i Gällivare kommun och Norrbotten 67°17′37″N 21°52′36″Ö / 67.29357°N 21.87656°Ö
- Kivijärvi (Tärendö socken, Norrbotten, 748585-178108), sjö i Pajala kommun och Norrbotten 67°20′09″N 22°20′52″Ö / 67.33571°N 22.34789°Ö
- Kivijärvi (Tärendö socken, Norrbotten, 748751-177434), sjö i Pajala kommun och Norrbotten 67°21′25″N 22°11′51″Ö / 67.35682°N 22.19757°Ö
- Kivijärvi (Övertorneå socken, Norrbotten), sjö i Övertorneå kommun och Norrbotten 66°39′05″N 23°30′29″Ö / 66.65142°N 23.50817°Ö
- Klurujärvi, sjö i Pajala kommun och Norrbotten 67°20′37″N 22°20′21″Ö / 67.34354°N 22.33930°Ö
- Koijujärvi (Tärendö socken, Norrbotten, 746563-179920), sjö i Pajala kommun och Norrbotten 67°08′18″N 22°42′36″Ö / 67.13847°N 22.70988°Ö
- Koijujärvi (Tärendö socken, Norrbotten, 747746-177031), sjö i Pajala kommun och Norrbotten 67°16′12″N 22°04′33″Ö / 67.27013°N 22.07592°Ö
- Koinujärvi, sjö i Pajala kommun och Norrbotten 67°13′26″N 22°00′37″Ö / 67.22397°N 22.01041°Ö
- Koisujärvi, sjö i Pajala kommun och Norrbotten 66°54′46″N 22°59′07″Ö / 66.91277°N 22.98541°Ö
- Kokonpesänjärvi, sjö i Pajala kommun och Norrbotten 67°25′07″N 22°27′33″Ö / 67.41861°N 22.45908°Ö
- Kontiojärvi, sjö i Övertorneå kommun och Norrbotten 66°28′01″N 23°31′09″Ö / 66.46708°N 23.51912°Ö
- Konttorijärvi, sjö i Pajala kommun och Norrbotten 67°24′26″N 23°07′58″Ö / 67.40714°N 23.13279°Ö
- Korkeajärvi, sjö i Övertorneå kommun och Norrbotten 66°35′09″N 23°32′38″Ö / 66.58596°N 23.54377°Ö
- Korpijärvi, sjö i Haparanda kommun och Norrbotten 66°01′49″N 23°34′36″Ö / 66.03025°N 23.57655°Ö
- Korpilompolojärvi, sjö i Pajala kommun och Norrbotten 66°51′23″N 23°03′32″Ö / 66.85630°N 23.05885°Ö
- Korvakkojärvi, sjö i Pajala kommun och Norrbotten 67°26′03″N 23°41′39″Ö / 67.43404°N 23.69403°Ö
- Koskenniskanjärvi, sjö i Pajala kommun och Norrbotten 67°33′49″N 22°38′12″Ö / 67.56363°N 22.63679°Ö
- Kotajärvi (Hietaniemi socken, Norrbotten), sjö i Övertorneå kommun och Norrbotten 66°07′45″N 23°18′16″Ö / 66.12923°N 23.30438°Ö
- Kotajärvi (Övertorneå socken, Norrbotten), sjö i Övertorneå kommun och Norrbotten 66°34′40″N 23°19′24″Ö / 66.57779°N 23.32332°Ö
- Koukkujärvi (Junosuando socken, Norrbotten), sjö i Pajala kommun och Norrbotten 67°36′05″N 22°35′48″Ö / 67.60128°N 22.59668°Ö
- Koukkujärvi (Tärendö socken, Norrbotten), sjö i Pajala kommun och Norrbotten 67°22′23″N 22°00′59″Ö / 67.37312°N 22.01629°Ö
- Koukkujärvi (Övertorneå socken, Norrbotten), sjö i Övertorneå kommun och Norrbotten 66°37′09″N 23°33′22″Ö / 66.61928°N 23.55604°Ö
- Kuhmujärvi, sjö i Pajala kommun och Norrbotten 67°18′47″N 23°24′50″Ö / 67.31312°N 23.41392°Ö
- Kuittasjärvi, sjö i Övertorneå kommun och Norrbotten 66°40′01″N 23°49′21″Ö / 66.66695°N 23.82239°Ö
- Kuivajärvi, sjö i Övertorneå kommun och Norrbotten 66°25′41″N 23°36′27″Ö / 66.42801°N 23.60753°Ö
- Kukasjärvi (Hietaniemi socken, Norrbotten), sjö i Övertorneå kommun och Norrbotten 66°07′51″N 23°15′59″Ö / 66.13071°N 23.26652°Ö
- Kukasjärvi (Junosuando socken, Norrbotten), sjö i Pajala kommun och Norrbotten 67°37′08″N 22°53′29″Ö / 67.61883°N 22.89144°Ö
- Kukkarojärvi, sjö i Övertorneå kommun och Norrbotten 66°35′56″N 23°09′04″Ö / 66.59888°N 23.15121°Ö
- Kukkasjärvi, sjö i Pajala kommun och Norrbotten 67°49′11″N 22°52′59″Ö / 67.81969°N 22.88315°Ö
- Kulvijärvi, sjö i Pajala kommun och Norrbotten 67°19′18″N 22°46′27″Ö / 67.32153°N 22.77405°Ö
- Kuokkajärvi, sjö i Övertorneå kommun och Norrbotten 66°20′02″N 23°20′42″Ö / 66.33390°N 23.34508°Ö
- Kuorajärvi, sjö i Övertorneå kommun och Norrbotten 66°29′43″N 23°31′06″Ö / 66.49536°N 23.51820°Ö
- Kurajärvi, sjö i Pajala kommun och Norrbotten 67°18′55″N 22°15′52″Ö / 67.31523°N 22.26435°Ö
- Kursujärvi (Junosuando socken, Norrbotten), sjö i Pajala kommun och Norrbotten 67°33′41″N 22°29′50″Ö / 67.56128°N 22.49719°Ö
- Kursujärvi (Pajala socken, Norrbotten, 748836-182385), sjö i Pajala kommun och Norrbotten 67°18′39″N 23°20′24″Ö / 67.31093°N 23.34009°Ö
- Kursujärvi (Pajala socken, Norrbotten, 750002-181270), sjö i Pajala kommun och Norrbotten 67°25′53″N 23°05′38″Ö / 67.43128°N 23.09377°Ö
- Kursujärvi (Pajala socken, Norrbotten, 753921-179994), sjö i Pajala kommun och Norrbotten 67°47′27″N 22°55′32″Ö / 67.79088°N 22.92563°Ö
- Kursunniskanjärvi, sjö i Pajala kommun och Norrbotten 67°42′39″N 22°26′38″Ö / 67.71096°N 22.44385°Ö
- Kutkuajärvi, sjö i Pajala kommun och Norrbotten 66°44′54″N 23°13′11″Ö / 66.74825°N 23.21969°Ö
- Kuurajärvi, sjö i Övertorneå kommun och Norrbotten 66°34′51″N 23°14′52″Ö / 66.58096°N 23.24766°Ö
- Kuusijärvi (Junosuando socken, Norrbotten), sjö i Pajala kommun och Norrbotten 67°25′50″N 22°45′11″Ö / 67.43060°N 22.75305°Ö
- Kuusijärvi (Nedertorneå socken, Norrbotten), sjö i Haparanda kommun och Norrbotten 65°50′05″N 23°55′12″Ö / 65.83485°N 23.91995°Ö
- Kuusijärvi (Pajala socken, Norrbotten), sjö i Pajala kommun och Norrbotten 67°19′32″N 23°26′21″Ö / 67.32563°N 23.43920°Ö
- Kuusijärvi (Övertorneå socken, Norrbotten), sjö i Övertorneå kommun och Norrbotten 66°28′46″N 23°27′07″Ö / 66.47950°N 23.45206°Ö
- Kärsiäisenjärvi, sjö i Övertorneå kommun och Norrbotten 66°37′01″N 23°26′16″Ö / 66.61697°N 23.43790°Ö
- Käryjärvi, sjö i Pajala kommun och Norrbotten 67°17′42″N 23°23′40″Ö / 67.29501°N 23.39437°Ö
- Kätköjärvi, sjö i Övertorneå kommun och Norrbotten 66°15′22″N 23°16′17″Ö / 66.25620°N 23.27137°Ö
- Käymäjärvi, sjö i Pajala kommun och Norrbotten 67°23′22″N 22°58′04″Ö / 67.38943°N 22.96776°Ö
- Käyräjärvi, sjö i Pajala kommun och Norrbotten 67°22′04″N 22°02′28″Ö / 67.36783°N 22.04109°Ö
- Laakajärvi, sjö i Pajala kommun och Norrbotten 68°01′54″N 23°09′14″Ö / 68.03155°N 23.15391°Ö
- Lahnajärvi, sjö i Pajala kommun och Norrbotten 66°52′54″N 22°21′24″Ö / 66.88163°N 22.35671°Ö
- Laihajärvi (Junosuando socken, Norrbotten), sjö i Pajala kommun och Norrbotten 67°40′08″N 22°29′57″Ö / 67.66895°N 22.49924°Ö
- Laihajärvi (Korpilombolo socken, Norrbotten), sjö i Pajala kommun och Norrbotten 67°02′03″N 23°10′36″Ö / 67.03418°N 23.17660°Ö
- Lainiojärvi, sjö i Pajala kommun och Norrbotten 67°39′04″N 22°22′51″Ö / 67.65110°N 22.38077°Ö
- Laitajärvi, sjö i Pajala kommun och Norrbotten 67°38′28″N 22°48′59″Ö / 67.64121°N 22.81628°Ö
- Laitamaanjärvi, sjö i Övertorneå kommun och Norrbotten 66°15′17″N 23°35′52″Ö / 66.25459°N 23.59787°Ö
- Lakkijärvi, sjö i Pajala kommun och Norrbotten 67°28′35″N 22°39′11″Ö / 67.47652°N 22.65301°Ö
- Lammijärvi (Hietaniemi socken, Norrbotten, 735862-183699), sjö i Övertorneå kommun och Norrbotten 66°08′40″N 23°16′50″Ö / 66.14445°N 23.28061°Ö
- Lammijärvi (Hietaniemi socken, Norrbotten, 735886-185596), sjö i Övertorneå kommun och Norrbotten 66°07′38″N 23°42′02″Ö / 66.12716°N 23.70061°Ö
- Lammijärvi (Hietaniemi socken, Norrbotten, 737808-184494), sjö i Övertorneå kommun och Norrbotten 66°18′37″N 23°30′40″Ö / 66.31020°N 23.51110°Ö
- Lammijärvi (Pajala socken, Norrbotten), sjö i Pajala kommun och Norrbotten 67°13′07″N 23°13′29″Ö / 67.21856°N 23.22468°Ö
- Lammijärvi (Övertorneå socken, Norrbotten), sjö i Övertorneå kommun och Norrbotten 66°28′11″N 23°36′46″Ö / 66.46980°N 23.61276°Ö
- Lapujärvi, sjö i Övertorneå kommun och Norrbotten 66°22′25″N 23°33′42″Ö / 66.37372°N 23.56176°Ö
- Lautajärvi (Hietaniemi socken, Norrbotten), sjö i Övertorneå kommun och Norrbotten 66°16′53″N 23°20′43″Ö / 66.28148°N 23.34521°Ö
- Lautajärvi (Tärendö socken, Norrbotten), sjö i Pajala kommun och Norrbotten 67°19′39″N 22°17′00″Ö / 67.32753°N 22.28332°Ö
- Lautakotajärvi, sjö i Övertorneå kommun och Norrbotten 66°25′17″N 23°13′00″Ö / 66.42136°N 23.21659°Ö
- Lehonjärvi, sjö i Övertorneå kommun och Norrbotten 66°37′10″N 23°09′09″Ö / 66.61938°N 23.15255°Ö
- Lehtimäjärvi, sjö i Pajala kommun och Norrbotten 67°02′43″N 23°05′59″Ö / 67.04531°N 23.09984°Ö
- Leipijärvi, sjö i Haparanda kommun och Norrbotten 65°57′01″N 23°53′08″Ö / 65.95017°N 23.88547°Ö
- Leipiöjärvi, sjö i Pajala kommun och Norrbotten 67°38′14″N 22°25′59″Ö / 67.63735°N 22.43298°Ö
- Leipiöntaustanjärvi, sjö i Pajala kommun och Norrbotten 67°37′00″N 22°20′41″Ö / 67.61653°N 22.34464°Ö
- Lempasjärvi, sjö i Övertorneå kommun och Norrbotten 66°45′12″N 23°44′00″Ö / 66.75345°N 23.73327°Ö
- Liehittäjäjärvi, sjö i Övertorneå kommun och Norrbotten 66°16′29″N 23°24′04″Ö / 66.27478°N 23.40098°Ö
- Liiskojärvi, sjö i Pajala kommun och Norrbotten 67°24′39″N 23°09′49″Ö / 67.41088°N 23.16349°Ö
- Liivajärvi, sjö i Pajala kommun och Norrbotten 67°47′56″N 22°57′52″Ö / 67.79892°N 22.96432°Ö
- Lilla Hukkajärvi, sjö i Överkalix kommun och Norrbotten 66°19′22″N 23°06′54″Ö / 66.32284°N 23.11493°Ö
- Lilla Kätköjärvi, sjö i Övertorneå kommun och Norrbotten 66°15′12″N 23°14′36″Ö / 66.25340°N 23.24347°Ö
- Liminkajärvi, sjö i Pajala kommun och Norrbotten 66°41′27″N 22°54′40″Ö / 66.69094°N 22.91102°Ö
- Linjajärvi, sjö i Pajala kommun och Norrbotten 67°41′00″N 22°30′33″Ö / 67.68341°N 22.50906°Ö
- Linkkajärvi, sjö i Överkalix kommun och Norrbotten 66°48′47″N 22°14′05″Ö / 66.81307°N 22.23460°Ö
- Lintusalmenjärvi, sjö i Pajala kommun och Norrbotten 67°16′17″N 22°06′34″Ö / 67.27143°N 22.10932°Ö
- Littiäisjärvi, sjö i Övertorneå kommun och Norrbotten 66°13′05″N 23°30′51″Ö / 66.21793°N 23.51408°Ö
- Lompolojärvi (Hietaniemi socken, Norrbotten), sjö i Övertorneå kommun och Norrbotten 66°06′06″N 23°25′44″Ö / 66.10164°N 23.42875°Ö
- Lompolojärvi (Karl Gustavs socken, Norrbotten), sjö i Haparanda kommun och Norrbotten 66°06′13″N 23°45′03″Ö / 66.10372°N 23.75093°Ö
- Lompolojärvi (Korpilombolo socken, Norrbotten), sjö i Pajala kommun och Norrbotten 66°58′21″N 22°52′59″Ö / 66.97238°N 22.88310°Ö
- Lompolojärvi (Pajala socken, Norrbotten), sjö i Pajala kommun och Norrbotten 67°24′01″N 22°54′54″Ö / 67.40034°N 22.91504°Ö
- Lompolojärvi (Tärendö socken, Norrbotten), sjö i Pajala kommun och Norrbotten 67°20′33″N 22°12′40″Ö / 67.34241°N 22.21099°Ö
- Lompolojärvi (Övertorneå socken, Norrbotten), sjö i Övertorneå kommun och Norrbotten 66°37′42″N 23°26′35″Ö / 66.62845°N 23.44305°Ö
- Loukasjärvi, sjö i Pajala kommun och Norrbotten 67°16′59″N 22°02′53″Ö / 67.28319°N 22.04813°Ö
- Lovikkajärvi, sjö i Pajala kommun och Norrbotten 67°48′34″N 23°01′13″Ö / 67.80952°N 23.02029°Ö
- Lunkkujärvi, sjö i Pajala kommun och Norrbotten 67°26′29″N 23°32′31″Ö / 67.44135°N 23.54204°Ö
- Luojärvi, sjö i Pajala kommun och Norrbotten 66°48′40″N 23°10′42″Ö / 66.81098°N 23.17831°Ö
- Luovajärvi, sjö i Pajala kommun och Norrbotten 67°43′04″N 22°27′40″Ö / 67.71782°N 22.46099°Ö
- Lylyjärvi, sjö i Pajala kommun och Norrbotten 67°02′35″N 22°59′56″Ö / 67.04316°N 22.99896°Ö
- Länsi Matkajärvi, sjö i Övertorneå kommun och Norrbotten 66°18′44″N 23°17′24″Ö / 66.31221°N 23.29010°Ö
- Mailajärvi, sjö i Pajala kommun och Norrbotten 67°42′50″N 22°27′45″Ö / 67.71398°N 22.46251°Ö
- Majavajärvi, sjö i Övertorneå kommun och Norrbotten 66°49′38″N 23°36′12″Ö / 66.82720°N 23.60325°Ö
- Makionkijärvi, sjö i Pajala kommun och Norrbotten 67°30′31″N 22°38′08″Ö / 67.50854°N 22.63545°Ö
- Makkarajärvi (Övertorneå socken, Norrbotten, 740784-183389), sjö i Övertorneå kommun och Norrbotten 66°34′46″N 23°20′41″Ö / 66.57955°N 23.34471°Ö
- Makkarajärvi (Övertorneå socken, Norrbotten, 741595-184972), sjö i Övertorneå kommun och Norrbotten 66°38′34″N 23°43′04″Ö / 66.64266°N 23.71781°Ö
- Marjajärvi (Junosuando socken, Norrbotten), sjö i Pajala kommun och Norrbotten 67°18′06″N 22°35′34″Ö / 67.30173°N 22.59282°Ö
- Marjajärvi (Pajala socken, Norrbotten, 748620-181077), sjö i Pajala kommun och Norrbotten 67°18′25″N 23°01′47″Ö / 67.30704°N 23.02964°Ö
- Marjajärvi (Pajala socken, Norrbotten, 748851-180691), sjö i Pajala kommun och Norrbotten 67°19′58″N 22°57′05″Ö / 67.33264°N 22.95139°Ö
- Matalajärvi (Nedertorneå socken, Norrbotten), sjö i Haparanda kommun och Norrbotten 65°53′18″N 23°43′52″Ö / 65.88839°N 23.73104°Ö
- Matalajärvi (Tärendö socken, Norrbotten), sjö i Pajala kommun och Norrbotten 67°19′34″N 22°17′43″Ö / 67.32614°N 22.29531°Ö
- Matinjärvi (Nedertorneå socken, Norrbotten), sjö i Haparanda kommun och Norrbotten 65°44′13″N 23°43′39″Ö / 65.73704°N 23.72754°Ö
- Matinjärvi (Övertorneå socken, Norrbotten), sjö i Övertorneå kommun och Norrbotten 66°27′31″N 23°22′59″Ö / 66.45861°N 23.38313°Ö
- Matojärvi (Hietaniemi socken, Norrbotten), sjö i Övertorneå kommun och Norrbotten 66°06′51″N 23°43′42″Ö / 66.11427°N 23.72842°Ö
- Matojärvi (Junosuando socken, Norrbotten), sjö i Pajala kommun och Norrbotten 67°33′54″N 22°31′15″Ö / 67.56498°N 22.52089°Ö
- Matojärvi (Korpilombolo socken, Norrbotten), sjö i Pajala kommun och Norrbotten 66°52′19″N 22°53′49″Ö / 66.87197°N 22.89681°Ö
- Matturijärvi, sjö i Kalix kommun och Norrbotten 65°58′34″N 23°26′31″Ö / 65.97612°N 23.44200°Ö
- Mellersta Pahajärvi, sjö i Övertorneå kommun och Norrbotten 66°25′54″N 23°23′06″Ö / 66.43163°N 23.38505°Ö
- Merkkipetäjäjärvi, sjö i Övertorneå kommun och Norrbotten 66°17′39″N 23°21′23″Ö / 66.29428°N 23.35646°Ö
- Mettä-Askijärvi, sjö i Övertorneå kommun och Norrbotten 66°47′54″N 23°41′58″Ö / 66.79830°N 23.69952°Ö
- Mettäperänjärvi, sjö i Pajala kommun och Norrbotten 67°21′21″N 22°27′39″Ö / 67.35584°N 22.46071°Ö
- Miekojärvi, Norrbotten, sjö i Överkalix kommun och Norrbotten 66°20′27″N 23°09′34″Ö / 66.34084°N 23.15948°Ö
- Mukkaauttojärvi, sjö i Pajala kommun och Norrbotten 67°57′06″N 23°12′18″Ö / 67.95168°N 23.20507°Ö
- Mukkajärvi (Pajala socken, Norrbotten), sjö i Pajala kommun och Norrbotten 67°52′11″N 23°18′07″Ö / 67.86969°N 23.30187°Ö
- Mukkajärvi (Övertorneå socken, Norrbotten), sjö i Övertorneå kommun och Norrbotten 66°33′49″N 23°08′27″Ö / 66.56348°N 23.14070°Ö
- Muodosjärvi (Pajala socken, Norrbotten, 755868-181786), sjö i Pajala kommun och Norrbotten 67°56′45″N 23°24′31″Ö / 67.94577°N 23.40865°Ö
- Muodosjärvi (Pajala socken, Norrbotten, 756433-181374), sjö i Pajala kommun och Norrbotten 68°00′16″N 23°18′57″Ö / 68.00437°N 23.31584°Ö
- Muotkajärvi (Pajala socken, Norrbotten, 747827-179934), sjö i Pajala kommun och Norrbotten 67°14′57″N 22°45′01″Ö / 67.24920°N 22.75019°Ö
- Muotkajärvi (Pajala socken, Norrbotten, 749062-183580), sjö i Pajala kommun och Norrbotten 67°19′22″N 23°37′18″Ö / 67.32278°N 23.62161°Ö
- Muotkajärvi (Övertorneå socken, Norrbotten), sjö i Övertorneå kommun och Norrbotten 66°32′19″N 23°12′44″Ö / 66.53854°N 23.21228°Ö
- Murhajärvi, sjö i Övertorneå kommun och Norrbotten 66°09′11″N 23°16′53″Ö / 66.15316°N 23.28141°Ö
- Muriojärvi, sjö i Pajala kommun och Norrbotten 67°14′41″N 22°56′42″Ö / 67.24467°N 22.94491°Ö
- Muskosisojärvi, sjö i Övertorneå kommun och Norrbotten 66°09′26″N 23°34′33″Ö / 66.15717°N 23.57576°Ö
- Mustajärvi (Junosuando socken, Norrbotten), sjö i Pajala kommun och Norrbotten 67°38′05″N 22°37′52″Ö / 67.63461°N 22.63116°Ö
- Mustajärvi (Korpilombolo socken, Norrbotten), sjö i Pajala kommun och Norrbotten 66°43′54″N 23°14′49″Ö / 66.73172°N 23.24685°Ö
- Mustajärvi (Pajala socken, Norrbotten), sjö i Pajala kommun och Norrbotten 67°49′19″N 23°15′06″Ö / 67.82202°N 23.25164°Ö
- Mustajärvi (Övertorneå socken, Norrbotten), sjö i Övertorneå kommun och Norrbotten 66°36′08″N 23°09′18″Ö / 66.60212°N 23.15513°Ö
- Mustaniemenjärvi, sjö i Pajala kommun och Norrbotten 67°25′01″N 22°29′33″Ö / 67.41695°N 22.49260°Ö
- Myllyjärvi (Junosuando socken, Norrbotten), sjö i Pajala kommun och Norrbotten 67°32′27″N 22°38′36″Ö / 67.54083°N 22.64338°Ö
- Myllyjärvi (Korpilombolo socken, Norrbotten), sjö i Pajala kommun och Norrbotten 66°46′36″N 22°53′19″Ö / 66.77678°N 22.88865°Ö
- Myllyjärvi (Nedertorneå socken, Norrbotten, 732261-185789), sjö i Haparanda kommun och Norrbotten 65°48′18″N 23°38′34″Ö / 65.80497°N 23.64275°Ö
- Myllyjärvi (Nedertorneå socken, Norrbotten, 733092-187305), sjö i Haparanda kommun och Norrbotten 65°51′44″N 23°59′33″Ö / 65.86230°N 23.99241°Ö
- Mäntyjärvi, sjö i Övertorneå kommun och Norrbotten 66°15′41″N 23°29′25″Ö / 66.26125°N 23.49023°Ö
- Mäntymaanjärvi, sjö i Pajala kommun och Norrbotten 67°47′39″N 23°07′13″Ö / 67.79406°N 23.12015°Ö
- Naalisjärvi, sjö i Pajala kommun och Norrbotten 68°05′52″N 23°18′10″Ö / 68.09771°N 23.30267°Ö
- Naarajärvi, sjö i Övertorneå kommun och Norrbotten 66°41′00″N 23°37′11″Ö / 66.68343°N 23.61977°Ö
- Naisjärvi, sjö i Pajala kommun och Norrbotten 67°19′14″N 22°18′25″Ö / 67.32063°N 22.30688°Ö
- Nikinjärvi, sjö i Övertorneå kommun och Norrbotten 66°55′26″N 23°22′15″Ö / 66.92381°N 23.37070°Ö
- Noijanpolanjärvi, sjö i Pajala kommun och Norrbotten 68°02′41″N 23°21′18″Ö / 68.04479°N 23.35508°Ö
- Nuoksujärvi, sjö i Pajala kommun och Norrbotten 66°57′25″N 22°55′34″Ö / 66.95692°N 22.92622°Ö
- Nuolijärvi (Junosuando socken, Norrbotten), sjö i Pajala kommun och Norrbotten 67°17′57″N 22°34′53″Ö / 67.29925°N 22.58138°Ö
- Nuolijärvi (Pajala socken, Norrbotten), sjö i Pajala kommun och Norrbotten 67°17′33″N 22°40′19″Ö / 67.29259°N 22.67208°Ö
- Nuorukkajärvi, sjö i Pajala kommun och Norrbotten 67°44′40″N 22°37′55″Ö / 67.74452°N 22.63189°Ö
- Nuuksujärvi, sjö i Pajala kommun och Norrbotten 67°33′39″N 22°25′08″Ö / 67.56072°N 22.41875°Ö
- Nälkäjärvi (Junosuando socken, Norrbotten), sjö i Pajala kommun och Norrbotten 67°35′38″N 22°38′41″Ö / 67.59384°N 22.64485°Ö
- Nälkäjärvi (Övertorneå socken, Norrbotten), sjö i Övertorneå kommun och Norrbotten 66°40′35″N 23°32′26″Ö / 66.67626°N 23.54054°Ö
- Näätäjärvi, sjö i Pajala kommun och Norrbotten 67°24′10″N 22°27′46″Ö / 67.40287°N 22.46287°Ö
- Oinasjärvi, sjö i Överkalix kommun och Norrbotten 66°15′52″N 23°09′58″Ö / 66.26450°N 23.16619°Ö
- Ojasenjärvi, sjö i Pajala kommun och Norrbotten 67°57′35″N 23°38′30″Ö / 67.95959°N 23.64169°Ö
- Oksajärvi, sjö i Pajala kommun och Norrbotten 67°40′57″N 22°27′51″Ö / 67.68238°N 22.46420°Ö
- Olkamangijärvi, sjö i Övertorneå kommun och Norrbotten 66°55′28″N 23°38′49″Ö / 66.92449°N 23.64690°Ö
- Ollinahonjärvi, sjö i Pajala kommun och Norrbotten 67°23′44″N 22°18′46″Ö / 67.39542°N 22.31281°Ö
- Onkijärvi (Junosuando socken, Norrbotten), sjö i Pajala kommun och Norrbotten 67°24′46″N 22°27′40″Ö / 67.41286°N 22.46098°Ö
- Onkijärvi (Övertorneå socken, Norrbotten), sjö i Övertorneå kommun och Norrbotten 66°21′01″N 23°37′46″Ö / 66.35029°N 23.62931°Ö
- Orjasjärvi, sjö i Övertorneå kommun och Norrbotten 66°21′40″N 23°31′16″Ö / 66.36122°N 23.52123°Ö
- Orjaskursujärvi, sjö i Pajala kommun och Norrbotten 67°17′34″N 22°16′19″Ö / 67.29286°N 22.27183°Ö
- Orjijärvi, sjö i Övertorneå kommun och Norrbotten 66°15′39″N 23°33′50″Ö / 66.26090°N 23.56401°Ö
- Outojärvi, sjö i Pajala kommun och Norrbotten 67°23′35″N 22°29′50″Ö / 67.39307°N 22.49712°Ö
- Pahajärvi (Hietaniemi socken, Norrbotten), sjö i Övertorneå kommun och Norrbotten 66°09′58″N 23°14′23″Ö / 66.16601°N 23.23974°Ö
- Pahajärvi (Junosuando socken, Norrbotten), sjö i Pajala kommun och Norrbotten 67°31′24″N 22°21′46″Ö / 67.52328°N 22.36284°Ö
- Pahajärvi (Korpilombolo socken, Norrbotten), sjö i Pajala kommun och Norrbotten 66°45′35″N 23°21′22″Ö / 66.75978°N 23.35608°Ö
- Pahajärvi (Nedertorneå socken, Norrbotten), sjö i Haparanda kommun och Norrbotten 65°50′00″N 23°57′32″Ö / 65.83331°N 23.95889°Ö
- Pahajärvi (Pajala socken, Norrbotten), sjö i Pajala kommun och Norrbotten 67°16′56″N 22°49′17″Ö / 67.28232°N 22.82137°Ö
- Pahajärvi (Tärendö socken, Norrbotten), sjö i Pajala kommun och Norrbotten 67°19′07″N 22°16′49″Ö / 67.31873°N 22.28023°Ö
- Pahajärvi (Överkalix socken, Norrbotten), sjö i Överkalix kommun och Norrbotten 66°42′54″N 22°36′21″Ö / 66.71493°N 22.60570°Ö
- Pahajärvi (Övertorneå socken, Norrbotten), sjö i Övertorneå kommun och Norrbotten 66°27′28″N 23°35′52″Ö / 66.45773°N 23.59791°Ö
- Paharovanjärvi, sjö i Pajala kommun och Norrbotten 67°30′44″N 22°22′32″Ö / 67.51231°N 22.37556°Ö
- Pahkajärvi, sjö i Pajala kommun och Norrbotten 67°36′21″N 22°30′30″Ö / 67.60577°N 22.50843°Ö
- Pahtajärvi (Junosuando socken, Norrbotten), sjö i Pajala kommun och Norrbotten 67°33′59″N 22°26′13″Ö / 67.56629°N 22.43682°Ö
- Pahtajärvi (Pajala socken, Norrbotten, 746803-183369), sjö i Pajala kommun och Norrbotten 67°07′05″N 23°31′02″Ö / 67.11804°N 23.51725°Ö
- Pahtajärvi (Pajala socken, Norrbotten, 748545-180166), sjö i Pajala kommun och Norrbotten 67°18′39″N 22°49′20″Ö / 67.31077°N 22.82226°Ö
- Pahtajärvi (Pajala socken, Norrbotten, 754649-181132), sjö i Pajala kommun och Norrbotten 67°50′37″N 23°12′49″Ö / 67.84368°N 23.21366°Ö
- Pahtajärvi (Pajala socken, Norrbotten, 755921-181024), sjö i Pajala kommun och Norrbotten 67°57′29″N 23°13′28″Ö / 67.95793°N 23.22437°Ö
- Pahtajärvi (Övertorneå socken, Norrbotten), sjö i Övertorneå kommun och Norrbotten 66°33′55″N 23°06′07″Ö / 66.56529°N 23.10205°Ö
- Pahtakodanjärvi, sjö i Övertorneå kommun och Norrbotten 66°15′51″N 23°19′47″Ö / 66.26411°N 23.32969°Ö
- Pahturijärvi (Junosuando socken, Norrbotten, 750743-179217), sjö i Pajala kommun och Norrbotten 67°30′49″N 22°39′11″Ö / 67.51365°N 22.65294°Ö
- Pahturijärvi (Junosuando socken, Norrbotten, 750964-177936), sjö i Pajala kommun och Norrbotten 67°32′58″N 22°22′30″Ö / 67.54945°N 22.37506°Ö
- Pahturijärvi (Pajala socken, Norrbotten), sjö i Pajala kommun och Norrbotten 67°25′23″N 22°54′53″Ö / 67.42317°N 22.91460°Ö
- Paljukkajärvi, sjö i Pajala kommun och Norrbotten 66°57′56″N 23°20′05″Ö / 66.96559°N 23.33467°Ö
- Pallakkajärvi, sjö i Övertorneå kommun och Norrbotten 66°09′32″N 23°28′35″Ö / 66.15890°N 23.47640°Ö
- Pallasjärvi, sjö i Pajala kommun och Norrbotten 67°04′49″N 23°19′19″Ö / 67.08040°N 23.32191°Ö
- Palojärvi (Junosuando socken, Norrbotten, 751974-180007), sjö i Pajala kommun och Norrbotten 67°37′03″N 22°52′34″Ö / 67.61751°N 22.87614°Ö
- Palojärvi (Junosuando socken, Norrbotten, 752216-177894), sjö i Pajala kommun och Norrbotten 67°39′41″N 22°23′27″Ö / 67.66141°N 22.39076°Ö
- Palojärvi (Junosuando socken, Norrbotten, 752477-178500), sjö i Pajala kommun och Norrbotten 67°40′45″N 22°32′12″Ö / 67.67920°N 22.53677°Ö
- Palojärvi (Nedertorneå socken, Norrbotten), sjö i Haparanda kommun och Norrbotten 65°49′05″N 23°52′31″Ö / 65.81799°N 23.87541°Ö
- Papusenjärvi, sjö i Haparanda kommun och Norrbotten 66°06′33″N 23°38′18″Ö / 66.10914°N 23.63843°Ö
- Parkajärvi, sjö i Pajala kommun och Norrbotten 67°42′29″N 22°27′48″Ö / 67.70818°N 22.46324°Ö
- Paskajärvi (Pajala socken, Norrbotten, 747967-182991), sjö i Pajala kommun och Norrbotten 67°13′46″N 23°27′22″Ö / 67.22954°N 23.45605°Ö
- Paskajärvi (Pajala socken, Norrbotten, 749650-183804), sjö i Pajala kommun och Norrbotten 67°22′12″N 23°41′30″Ö / 67.36998°N 23.69173°Ö
- Paskajärvi (Övertorneå socken, Norrbotten), sjö i Övertorneå kommun och Norrbotten 66°37′08″N 23°08′21″Ö / 66.61901°N 23.13927°Ö
- Pekanjärvi, sjö i Pajala kommun och Norrbotten 66°46′03″N 23°10′13″Ö / 66.76753°N 23.17025°Ö
- Pekojärvi, sjö i Pajala kommun och Norrbotten 67°24′17″N 22°27′41″Ö / 67.40465°N 22.46126°Ö
- Pelijärvi, sjö i Pajala kommun och Norrbotten 67°22′15″N 22°01′39″Ö / 67.37089°N 22.02739°Ö
- Pellijärvi (Junosuando socken, Norrbotten), sjö i Pajala kommun och Norrbotten 67°22′24″N 22°49′29″Ö / 67.37340°N 22.82459°Ö
- Pellijärvi (Tärendö socken, Norrbotten), sjö i Pajala kommun och Norrbotten 66°58′13″N 22°31′16″Ö / 66.97031°N 22.52119°Ö
- Pellikanjärvi, sjö i Pajala kommun och Norrbotten 67°19′19″N 23°13′14″Ö / 67.32193°N 23.22062°Ö
- Pempelijärvi, sjö i Pajala kommun och Norrbotten 66°54′31″N 22°15′39″Ö / 66.90863°N 22.26096°Ö
- Penttäjänjärvi, sjö i Övertorneå kommun och Norrbotten 66°39′27″N 23°31′49″Ö / 66.65755°N 23.53033°Ö
- Persejärvi, sjö i Övertorneå kommun och Norrbotten 66°22′46″N 23°34′26″Ö / 66.37934°N 23.57385°Ö
- Peräjäjärvi, sjö i Pajala kommun och Norrbotten 67°14′09″N 22°58′42″Ö / 67.23577°N 22.97834°Ö
- Petäjäjärvi (Junosuando socken, Norrbotten), sjö i Pajala kommun och Norrbotten 67°26′31″N 22°40′36″Ö / 67.44190°N 22.67657°Ö
- Petäjäjärvi (Pajala socken, Norrbotten), sjö i Pajala kommun och Norrbotten 67°59′29″N 23°10′24″Ö / 67.99127°N 23.17329°Ö
- Pietilänjärvi, sjö i Övertorneå kommun och Norrbotten 66°32′31″N 23°24′50″Ö / 66.54182°N 23.41381°Ö
- Pihlajakarinjärvi, sjö i Haparanda kommun och Norrbotten 65°42′13″N 23°44′10″Ö / 65.70364°N 23.73610°Ö
- Pihtijärvi, sjö i Övertorneå kommun och Norrbotten 66°23′37″N 23°25′16″Ö / 66.39369°N 23.42100°Ö
- Piilojärvi, sjö i Pajala kommun och Norrbotten 67°24′50″N 22°32′27″Ö / 67.41385°N 22.54094°Ö
- Piipunkoppajärvi, sjö i Pajala kommun och Norrbotten 67°33′57″N 22°37′55″Ö / 67.56573°N 22.63197°Ö
- Pikkajärvi, sjö i Kalix kommun och Norrbotten 66°01′07″N 23°22′35″Ö / 66.01852°N 23.37650°Ö
- Pikku Ahvenjärvi (Junosuando socken, Norrbotten), sjö i Pajala kommun och Norrbotten 67°32′56″N 22°34′39″Ö / 67.54893°N 22.57737°Ö
- Pikku Ahvenjärvi (Pajala socken, Norrbotten), sjö i Pajala kommun och Norrbotten 67°20′36″N 23°38′47″Ö / 67.34332°N 23.64638°Ö
- Pikku Ahvenjärvi (Tärendö socken, Norrbotten), sjö i Pajala kommun och Norrbotten 67°05′54″N 22°50′20″Ö / 67.09830°N 22.83883°Ö
- Pikku Hirvijärvi, sjö i Övertorneå kommun och Norrbotten 66°25′36″N 23°15′36″Ö / 66.42676°N 23.26010°Ö
- Pikku Jupukkajärvi, sjö i Övertorneå kommun och Norrbotten 66°21′54″N 23°33′21″Ö / 66.36508°N 23.55592°Ö
- Pikku Kitkiöjärvi, sjö i Pajala kommun och Norrbotten 67°48′41″N 23°08′12″Ö / 67.81145°N 23.13659°Ö
- Pikku Lasujärvi, sjö i Pajala kommun och Norrbotten 66°59′24″N 23°30′40″Ö / 66.98993°N 23.51102°Ö
- Pikku Linkkajärvi, sjö i Överkalix kommun och Norrbotten 66°48′53″N 22°12′25″Ö / 66.81482°N 22.20695°Ö
- Pikku Lumijärvi, sjö i Pajala kommun och Norrbotten 67°35′14″N 23°00′09″Ö / 67.58714°N 23.00261°Ö
- Pikku Mustajärvi, sjö i Pajala kommun och Norrbotten 67°00′24″N 22°54′57″Ö / 67.00669°N 22.91595°Ö
- Pikku Naakajärvi, sjö i Pajala kommun och Norrbotten 67°38′31″N 23°00′50″Ö / 67.64200°N 23.01399°Ö
- Pikku Nuottajärvi, sjö i Haparanda kommun och Norrbotten 66°00′34″N 23°55′58″Ö / 66.00942°N 23.93274°Ö
- Pikku Poikurinjärvi, sjö i Pajala kommun och Norrbotten 67°13′15″N 22°51′19″Ö / 67.22097°N 22.85528°Ö
- Pikku Rantajärvi, sjö i Pajala kommun och Norrbotten 67°23′44″N 22°25′14″Ö / 67.39561°N 22.42056°Ö
- Pikku Rytijärvi, sjö i Pajala kommun och Norrbotten 67°16′11″N 23°22′36″Ö / 67.26977°N 23.37679°Ö
- Pikku Sääjärvi, sjö i Övertorneå kommun och Norrbotten 66°24′34″N 23°11′06″Ö / 66.40934°N 23.18488°Ö
- Pikku Typpyräjärvi, sjö i Pajala kommun och Norrbotten 66°56′47″N 23°08′06″Ö / 66.94630°N 23.13495°Ö
- Pikku Valkeajärvi, sjö i Pajala kommun och Norrbotten 67°50′23″N 23°12′26″Ö / 67.83974°N 23.20715°Ö
- Pikku Väärtijärvi, sjö i Haparanda kommun och Norrbotten 65°55′42″N 23°54′01″Ö / 65.92835°N 23.90021°Ö
- Pikku Äijäjärvi, sjö i Pajala kommun och Norrbotten 66°55′44″N 22°53′22″Ö / 66.92901°N 22.88932°Ö
- Pikku-Pannijärvi, sjö i Överkalix kommun och Norrbotten 66°44′45″N 22°04′03″Ö / 66.74578°N 22.06750°Ö
- Pikkujärvi (Korpilombolo socken, Norrbotten), sjö i Pajala kommun och Norrbotten 67°00′08″N 22°49′12″Ö / 67.00232°N 22.81994°Ö
- Pikkujärvi (Tärendö socken, Norrbotten), sjö i Pajala kommun och Norrbotten 66°59′39″N 22°30′36″Ö / 66.99420°N 22.51008°Ö
- Pirriläjärvi, sjö i Haparanda kommun och Norrbotten 66°09′37″N 23°51′23″Ö / 66.16016°N 23.85641°Ö
- Pirttijärvi (Pajala socken, Norrbotten), sjö i Pajala kommun och Norrbotten 68°01′40″N 23°06′54″Ö / 68.02788°N 23.11493°Ö
- Pirttijärvi (Övertorneå socken, Norrbotten), sjö i Övertorneå kommun och Norrbotten 66°37′30″N 23°05′58″Ö / 66.62511°N 23.09954°Ö
- Pirttijärvi (Övertorneå socken, Norrbotten, 741732-184278), sjö i Övertorneå kommun och Norrbotten 66°39′42″N 23°34′06″Ö / 66.66153°N 23.56844°Ö
- Pirttiniemenjärvi, sjö i Pajala kommun och Norrbotten 66°48′00″N 23°07′11″Ö / 66.80010°N 23.11969°Ö
- Pissijärvi, sjö i Pajala kommun och Norrbotten 67°20′20″N 23°36′18″Ö / 67.33884°N 23.60512°Ö
- Pitkä Ahvenjärvi, sjö i Pajala kommun och Norrbotten 67°31′18″N 22°38′13″Ö / 67.52164°N 22.63688°Ö
- Pitkäjärvi (Hietaniemi socken, Norrbotten), sjö i Övertorneå kommun och Norrbotten 66°09′51″N 23°20′46″Ö / 66.16418°N 23.34599°Ö
- Pitkäjärvi (Junosuando socken, Norrbotten), sjö i Pajala kommun och Norrbotten 67°24′23″N 22°32′12″Ö / 67.40628°N 22.53669°Ö
- Pitkäjärvi (Nedertorneå socken, Norrbotten), sjö i Haparanda kommun och Norrbotten 65°58′04″N 23°57′09″Ö / 65.96774°N 23.95240°Ö
- Pitkäjärvi (Pajala socken, Norrbotten), sjö i Pajala kommun och Norrbotten 67°46′01″N 23°09′22″Ö / 67.76701°N 23.15619°Ö
- Pitkäjärvi (Övertorneå socken, Norrbotten, 739191-184353), sjö i Övertorneå kommun och Norrbotten 66°26′20″N 23°30′53″Ö / 66.43878°N 23.51462°Ö
- Pitkäjärvi (Övertorneå socken, Norrbotten, 741046-183719), sjö i Övertorneå kommun och Norrbotten 66°36′23″N 23°25′39″Ö / 66.60647°N 23.42761°Ö
- Pitkänperänjärvi, sjö i Pajala kommun och Norrbotten 67°05′29″N 23°33′51″Ö / 67.09138°N 23.56430°Ö
- Poikkurijärvi, sjö i Pajala kommun och Norrbotten 67°32′19″N 22°35′20″Ö / 67.53862°N 22.58878°Ö
- Poikurijärvi, sjö i Pajala kommun och Norrbotten 67°22′03″N 22°48′23″Ö / 67.36752°N 22.80647°Ö
- Präntijärvi, sjö i Haparanda kommun och Norrbotten 65°52′38″N 23°42′57″Ö / 65.87709°N 23.71584°Ö
- Puhkurijärvi, sjö i Övertorneå kommun och Norrbotten 66°16′25″N 23°31′14″Ö / 66.27363°N 23.52068°Ö
- Puittaenjärvi, sjö i Övertorneå kommun och Norrbotten 66°23′23″N 23°17′26″Ö / 66.38977°N 23.29043°Ö
- Pulikanjärvi, sjö i Pajala kommun och Norrbotten 67°06′43″N 23°08′16″Ö / 67.11192°N 23.13784°Ö
- Pulikkajärvi, sjö i Pajala kommun och Norrbotten 67°00′56″N 23°28′46″Ö / 67.01556°N 23.47948°Ö
- Puolamajärvi, sjö i Pajala kommun och Norrbotten 66°52′08″N 22°39′47″Ö / 66.86888°N 22.66304°Ö
- Puostijärvi, sjö i Övertorneå kommun och Norrbotten 66°21′20″N 23°22′34″Ö / 66.35548°N 23.37609°Ö
- Purasjärvi, sjö i Pajala kommun och Norrbotten 66°53′11″N 23°01′30″Ö / 66.88625°N 23.02509°Ö
- Puristajärvi, sjö i Pajala kommun och Norrbotten 67°48′45″N 23°14′17″Ö / 67.81253°N 23.23810°Ö
- Pussujärvi, sjö i Pajala kommun och Norrbotten 67°24′03″N 22°31′10″Ö / 67.40088°N 22.51946°Ö
- Puukkojärvi, sjö i Pajala kommun och Norrbotten 67°26′38″N 22°53′31″Ö / 67.44391°N 22.89195°Ö
- Pääjärvi (Korpilombolo socken, Norrbotten), sjö i Pajala kommun och Norrbotten 66°50′30″N 23°11′12″Ö / 66.84179°N 23.18671°Ö
- Pääjärvi (Pajala socken, Norrbotten), sjö i Pajala kommun och Norrbotten 67°01′52″N 23°27′48″Ö / 67.03113°N 23.46341°Ö
- Pöytäjärvi, sjö i Övertorneå kommun och Norrbotten 66°48′52″N 23°51′12″Ö / 66.81433°N 23.85336°Ö
- Raitajärvi, sjö i Överkalix kommun och Norrbotten 66°27′29″N 23°07′09″Ö / 66.45800°N 23.11903°Ö
- Rantajärvi (Nedertorneå socken, Norrbotten), sjö i Haparanda kommun och Norrbotten 65°49′00″N 23°46′19″Ö / 65.81658°N 23.77196°Ö
- Rantajärvi (Pajala socken, Norrbotten), sjö i Pajala kommun och Norrbotten 67°50′13″N 23°21′49″Ö / 67.83688°N 23.36367°Ö
- Rantajärvi (Övertorneå socken, Norrbotten), sjö i Övertorneå kommun och Norrbotten 66°42′38″N 23°41′21″Ö / 66.71055°N 23.68907°Ö
- Rantaonkijärvi, sjö i Pajala kommun och Norrbotten 67°30′27″N 22°38′50″Ö / 67.50759°N 22.64718°Ö
- Rapajärvi (Korpilombolo socken, Norrbotten), sjö i Pajala kommun och Norrbotten 66°53′07″N 22°52′29″Ö / 66.88522°N 22.87475°Ö
- Rapajärvi (Övertorneå socken, Norrbotten), sjö i Övertorneå kommun och Norrbotten 66°29′34″N 23°14′48″Ö / 66.49271°N 23.24670°Ö
- Rautiojärvi, sjö i Övertorneå kommun och Norrbotten 66°35′53″N 23°33′24″Ö / 66.59804°N 23.55663°Ö
- Rauttakkojärvi, sjö i Pajala kommun och Norrbotten 66°53′51″N 23°00′53″Ö / 66.89746°N 23.01464°Ö
- Rauvosjärvi, sjö i Pajala kommun och Norrbotten 67°39′12″N 22°29′33″Ö / 67.65320°N 22.49238°Ö
- Riesajärvi, sjö i Pajala kommun och Norrbotten 66°42′55″N 22°58′02″Ö / 66.71525°N 22.96726°Ö
- Riipijärvi (Hietaniemi socken, Norrbotten, 736024-184239), sjö i Övertorneå kommun och Norrbotten 66°09′57″N 23°23′50″Ö / 66.16581°N 23.39710°Ö
- Riipijärvi (Hietaniemi socken, Norrbotten, 737175-184059), sjö i Övertorneå kommun och Norrbotten 66°15′31″N 23°23′52″Ö / 66.25869°N 23.39789°Ö
- Riipijärvi (Junosuando socken, Norrbotten), sjö i Pajala kommun och Norrbotten 67°36′45″N 22°51′02″Ö / 67.61259°N 22.85055°Ö
- Riipijärvi (Övertorneå socken, Norrbotten, 739868-183645), sjö i Övertorneå kommun och Norrbotten 66°30′09″N 23°22′44″Ö / 66.50257°N 23.37893°Ö
- Riipijärvi (Övertorneå socken, Norrbotten, 740073-183726), sjö i Övertorneå kommun och Norrbotten 66°31′14″N 23°23′59″Ö / 66.52068°N 23.39963°Ö
- Riipijärvi (Övertorneå socken, Norrbotten, 741780-184655), sjö i Övertorneå kommun och Norrbotten 66°39′37″N 23°39′22″Ö / 66.66031°N 23.65612°Ö
- Riitajärvi, sjö i Pajala kommun och Norrbotten 67°18′56″N 23°23′25″Ö / 67.31559°N 23.39041°Ö
- Rimpisenjärvi, sjö i Pajala kommun och Norrbotten 66°56′40″N 23°03′06″Ö / 66.94436°N 23.05179°Ö
- Risujärvi, sjö i Haparanda kommun och Norrbotten 65°54′36″N 23°35′07″Ö / 65.91007°N 23.58517°Ö
- Risupalonjärvi, sjö i Pajala kommun och Norrbotten 67°24′12″N 22°01′45″Ö / 67.40332°N 22.02909°Ö
- Riukanjärvi, sjö i Pajala kommun och Norrbotten 67°20′58″N 23°27′09″Ö / 67.34954°N 23.45248°Ö
- Riukujärvi, sjö i Pajala kommun och Norrbotten 67°51′03″N 23°17′09″Ö / 67.85085°N 23.28575°Ö
- Rivojärvi, sjö i Överkalix kommun och Norrbotten 66°37′52″N 22°46′29″Ö / 66.63118°N 22.77462°Ö
- Romejärvi, sjö i Pajala kommun och Norrbotten 67°11′24″N 22°45′40″Ö / 67.18995°N 22.76115°Ö
- Rostokkajärvi, sjö i Pajala kommun och Norrbotten 67°23′58″N 22°33′08″Ö / 67.39932°N 22.55228°Ö
- Roukojärvi, sjö i Pajala kommun och Norrbotten 67°53′11″N 23°14′27″Ö / 67.88647°N 23.24074°Ö
- Rovakkajärvi, sjö i Övertorneå kommun och Norrbotten 66°44′33″N 23°32′20″Ö / 66.74258°N 23.53887°Ö
- Ruokojärvi (Pajala socken, Norrbotten), sjö i Pajala kommun och Norrbotten 67°07′32″N 23°26′00″Ö / 67.12569°N 23.43344°Ö
- Ruokojärvi (Tärendö socken, Norrbotten, 745490-179733), sjö i Pajala kommun och Norrbotten 67°02′35″N 22°38′40″Ö / 67.04315°N 22.64457°Ö
- Ruokojärvi (Övertorneå socken, Norrbotten), sjö i Övertorneå kommun och Norrbotten 66°37′08″N 23°17′53″Ö / 66.61887°N 23.29815°Ö
- Ruonajärvi (Korpilombolo socken, Norrbotten), sjö i Pajala kommun och Norrbotten 66°50′51″N 23°05′14″Ö / 66.84751°N 23.08716°Ö
- Ruonajärvi (Pajala socken, Norrbotten), sjö i Pajala kommun och Norrbotten 67°20′00″N 23°25′03″Ö / 67.33325°N 23.41755°Ö
- Rutajärvi, sjö i Haparanda kommun och Norrbotten 66°01′19″N 23°31′32″Ö / 66.02201°N 23.52545°Ö
- Ruumisjärvi, sjö i Överkalix kommun och Norrbotten 66°43′28″N 22°27′48″Ö / 66.72446°N 22.46325°Ö
- Ruunajärvi, sjö i Överkalix kommun och Norrbotten 66°43′21″N 22°44′58″Ö / 66.72260°N 22.74952°Ö
- Ruuttijärvi (Pajala socken, Norrbotten, 746856-183565), sjö i Pajala kommun och Norrbotten 67°07′24″N 23°33′27″Ö / 67.12321°N 23.55741°Ö
- Ruuttijärvi (Pajala socken, Norrbotten, 747987-181972), sjö i Pajala kommun och Norrbotten 67°14′33″N 23°13′22″Ö / 67.24237°N 23.22275°Ö
- Ruuttijärvi (Pajala socken, Norrbotten, 748416-180895), sjö i Pajala kommun och Norrbotten 67°17′31″N 22°59′12″Ö / 67.29184°N 22.98678°Ö
- Ruuttijärvi (Pajala socken, Norrbotten, 748624-180228), sjö i Pajala kommun och Norrbotten 67°19′02″N 22°50′19″Ö / 67.31717°N 22.83863°Ö
- Ruuttijärvi (Pajala socken, Norrbotten, 749751-182177), sjö i Pajala kommun och Norrbotten 67°23′50″N 23°18′59″Ö / 67.39712°N 23.31631°Ö
- Ruuttijärvi (Tärendö socken, Norrbotten), sjö i Pajala kommun och Norrbotten 67°03′56″N 22°43′21″Ö / 67.06546°N 22.72251°Ö
- Saarijärvi (Hietaniemi socken, Norrbotten), sjö i Övertorneå kommun och Norrbotten 66°06′40″N 23°23′53″Ö / 66.11101°N 23.39798°Ö
- Saarijärvi (Junosuando socken, Norrbotten, 750862-178685), sjö i Pajala kommun och Norrbotten 67°31′59″N 22°32′09″Ö / 67.53318°N 22.53587°Ö
- Saarijärvi (Junosuando socken, Norrbotten, 750995-179094), sjö i Pajala kommun och Norrbotten 67°32′21″N 22°38′23″Ö / 67.53917°N 22.63984°Ö
- Saarijärvi (Junosuando socken, Norrbotten, 751812-178935), sjö i Pajala kommun och Norrbotten 67°36′40″N 22°37′05″Ö / 67.61111°N 22.61796°Ö
- Saarijärvi (Junosuando socken, Norrbotten, 752362-178602), sjö i Pajala kommun och Norrbotten 67°39′55″N 22°33′05″Ö / 67.66535°N 22.55127°Ö
- Saarijärvi (Nedertorneå socken, Norrbotten, 732534-186376), sjö i Haparanda kommun och Norrbotten 65°49′22″N 23°46′45″Ö / 65.82288°N 23.77920°Ö
- Saarijärvi (Nedertorneå socken, Norrbotten, 733387-186197), sjö i Haparanda kommun och Norrbotten 65°54′01″N 23°45′53″Ö / 65.90036°N 23.76479°Ö
- Saarijärvi (Pajala socken, Norrbotten, 753252-178360), sjö i Pajala kommun och Norrbotten 67°44′52″N 22°31′26″Ö / 67.74767°N 22.52393°Ö
- Saarijärvi (Pajala socken, Norrbotten, 753946-179916), sjö i Pajala kommun och Norrbotten 67°47′38″N 22°54′29″Ö / 67.79391°N 22.90797°Ö
- Saarijärvi (Pajala socken, Norrbotten, 754032-180718), sjö i Pajala kommun och Norrbotten 67°47′30″N 23°05′55″Ö / 67.79160°N 23.09864°Ö
- Saarijärvi (Pajala socken, Norrbotten, 754724-181166), sjö i Pajala kommun och Norrbotten 67°51′00″N 23°13′26″Ö / 67.84999°N 23.22380°Ö
- Saarijärvi (Pajala socken, Norrbotten, 756756-180729), sjö i Pajala kommun och Norrbotten 68°02′07″N 23°10′42″Ö / 68.03533°N 23.17825°Ö
- Saarijärvi (Tärendö socken, Norrbotten), sjö i Pajala kommun och Norrbotten 67°20′09″N 22°21′48″Ö / 67.33589°N 22.36336°Ö
- Saarijärvi (Övertorneå socken, Norrbotten, 739410-184299), sjö i Övertorneå kommun och Norrbotten 66°27′26″N 23°31′04″Ö / 66.45731°N 23.51766°Ö
- Saarijärvi (Övertorneå socken, Norrbotten, 741901-184153), sjö i Övertorneå kommun och Norrbotten 66°40′24″N 23°33′02″Ö / 66.67342°N 23.55057°Ö
- Sainjärvi, sjö i Pajala kommun och Norrbotten 67°22′33″N 22°27′56″Ö / 67.37582°N 22.46560°Ö
- Saittajärvi, sjö i Pajala kommun och Norrbotten 67°20′45″N 22°15′42″Ö / 67.34578°N 22.26165°Ö
- Saivojärvi (Junosuando socken, Norrbotten), sjö i Pajala kommun och Norrbotten 67°43′10″N 22°26′14″Ö / 67.71934°N 22.43721°Ö
- Saivojärvi (Pajala socken, Norrbotten, 755740-180927), sjö i Pajala kommun och Norrbotten 67°56′31″N 23°11′35″Ö / 67.94185°N 23.19305°Ö
- Saivojärvi (Pajala socken, Norrbotten, 756296-182360), sjö i Pajala kommun och Norrbotten 67°58′31″N 23°32′41″Ö / 67.97540°N 23.54463°Ö
- Saivojärvi (Pajala socken, Norrbotten, 757216-180835), sjö i Pajala kommun och Norrbotten 68°04′22″N 23°13′20″Ö / 68.07277°N 23.22212°Ö
- Saivojärvi (Tärendö socken, Norrbotten), sjö i Pajala kommun och Norrbotten 67°04′11″N 22°45′02″Ö / 67.06982°N 22.75057°Ö
- Saivokursunjärvi, sjö i Pajala kommun och Norrbotten 68°03′36″N 23°13′45″Ö / 68.05992°N 23.22907°Ö
- Saksalaisenjärvi, sjö i Övertorneå kommun och Norrbotten 66°42′48″N 23°43′22″Ö / 66.71327°N 23.72279°Ö
- Salmenjärvi, sjö i Pajala kommun och Norrbotten 67°05′13″N 22°46′52″Ö / 67.08696°N 22.78117°Ö
- Salmijärvi (Junosuando socken, Norrbotten, 749350-178461), sjö i Pajala kommun och Norrbotten 67°23′43″N 22°27′18″Ö / 67.39536°N 22.45491°Ö
- Salmijärvi (Junosuando socken, Norrbotten, 750619-178941), sjö i Pajala kommun och Norrbotten 67°30′27″N 22°35′32″Ö / 67.50757°N 22.59234°Ö
- Salmijärvi (Korpilombolo socken, Norrbotten), sjö i Pajala kommun och Norrbotten 66°49′51″N 22°58′58″Ö / 66.83075°N 22.98281°Ö
- Salmijärvi (Pajala socken, Norrbotten, 748764-183562), sjö i Pajala kommun och Norrbotten 67°17′38″N 23°36′36″Ö / 67.29401°N 23.61008°Ö
- Salmijärvi (Pajala socken, Norrbotten, 754031-180768), sjö i Pajala kommun och Norrbotten 67°47′51″N 23°06′05″Ö / 67.79743°N 23.10142°Ö
- Salmijärvi (Övertorneå socken, Norrbotten), sjö i Övertorneå kommun och Norrbotten 66°32′42″N 23°07′29″Ö / 66.54503°N 23.12459°Ö
- Salojärvi, sjö i Övertorneå kommun och Norrbotten 66°36′49″N 23°20′48″Ö / 66.61373°N 23.34676°Ö
- Sammakojärvi (Korpilombolo socken, Norrbotten), sjö i Pajala kommun och Norrbotten 67°00′23″N 22°51′44″Ö / 67.00640°N 22.86215°Ö
- Sammakojärvi (Pajala socken, Norrbotten), sjö i Pajala kommun och Norrbotten 67°21′57″N 23°04′52″Ö / 67.36584°N 23.08120°Ö
- Sammaljärvi, Norrbotten, sjö i Pajala kommun och Norrbotten 67°01′12″N 22°49′23″Ö / 67.01994°N 22.82297°Ö
- Sarkijärvi, sjö i Pajala kommun och Norrbotten 67°37′53″N 22°36′03″Ö / 67.63138°N 22.60089°Ö
- Sattajärvi (Hietaniemi socken, Norrbotten), sjö i Övertorneå kommun och Norrbotten 66°23′15″N 23°13′40″Ö / 66.38754°N 23.22790°Ö
- Sattajärvi (Pajala socken, Norrbotten), sjö i Pajala kommun och Norrbotten 67°04′31″N 23°21′28″Ö / 67.07536°N 23.35782°Ö
- Saukkoripinjärvi, sjö i Pajala kommun och Norrbotten 66°48′14″N 23°15′08″Ö / 66.80388°N 23.25234°Ö
- Seittijärvi, sjö i Övertorneå kommun och Norrbotten 66°35′53″N 23°37′36″Ö / 66.59816°N 23.62658°Ö
- Siekasjärvi, sjö i Övertorneå kommun och Norrbotten 66°34′12″N 23°24′53″Ö / 66.56993°N 23.41476°Ö
- Silmäsjärvi, sjö i Pajala kommun och Norrbotten 67°26′47″N 22°37′13″Ö / 67.44637°N 22.62035°Ö
- Sirkanjärvi, sjö i Pajala kommun och Norrbotten 66°49′19″N 23°05′40″Ö / 66.82192°N 23.09441°Ö
- Sivakkajärvi, sjö i Pajala kommun och Norrbotten 67°31′43″N 22°32′37″Ö / 67.52872°N 22.54354°Ö
- Sompasenjärvi, sjö i Övertorneå kommun och Norrbotten 66°33′18″N 23°33′01″Ö / 66.55504°N 23.55040°Ö
- Sorttijärvi, sjö i Haparanda kommun och Norrbotten 66°01′20″N 23°25′37″Ö / 66.02215°N 23.42703°Ö
- Sotkajärvi (Junosuando socken, Norrbotten, 750739-178752), sjö i Pajala kommun och Norrbotten 67°31′19″N 22°33′06″Ö / 67.52207°N 22.55154°Ö
- Sotkajärvi (Junosuando socken, Norrbotten, 751052-179114), sjö i Pajala kommun och Norrbotten 67°32′40″N 22°38′26″Ö / 67.54446°N 22.64043°Ö
- Suaninkijärvi, sjö i Pajala kommun och Norrbotten 66°47′15″N 23°18′02″Ö / 66.78743°N 23.30060°Ö
- Suinajärvi, sjö i Pajala kommun och Norrbotten 67°23′07″N 22°24′24″Ö / 67.38537°N 22.40672°Ö
- Suuppijärvi, sjö i Pajala kommun och Norrbotten 67°16′36″N 22°02′38″Ö / 67.27669°N 22.04387°Ö
- Syväjärvi (Hietaniemi socken, Norrbotten), sjö i Övertorneå kommun och Norrbotten 66°09′14″N 23°17′45″Ö / 66.15381°N 23.29587°Ö
- Syväjärvi (Övertorneå socken, Norrbotten, 739775-184441), sjö i Övertorneå kommun och Norrbotten 66°28′48″N 23°32′58″Ö / 66.47992°N 23.54931°Ö
- Syväjärvi (Övertorneå socken, Norrbotten, 743438-183940), sjö i Övertorneå kommun och Norrbotten 66°49′22″N 23°31′41″Ö / 66.82288°N 23.52811°Ö
- Särkijärvi (Hietaniemi socken, Norrbotten, 736011-183862), sjö i Övertorneå kommun och Norrbotten 66°09′39″N 23°19′16″Ö / 66.16097°N 23.32118°Ö
- Särkijärvi (Hietaniemi socken, Norrbotten, 738142-184034), sjö i Övertorneå kommun och Norrbotten 66°20′31″N 23°25′07″Ö / 66.34203°N 23.41850°Ö
- Särkijärvi (Junosuando socken, Norrbotten), sjö i Pajala kommun och Norrbotten 67°32′59″N 22°39′11″Ö / 67.54979°N 22.65305°Ö
- Särkijärvi (Korpilombolo socken, Norrbotten), sjö i Pajala kommun och Norrbotten 66°56′28″N 23°15′50″Ö / 66.94116°N 23.26383°Ö
- Särkijärvi (Nedertorneå socken, Norrbotten), sjö i Haparanda kommun och Norrbotten 65°50′29″N 23°57′01″Ö / 65.84136°N 23.95022°Ö
- Särkijärvi (Pajala socken, Norrbotten, 753268-179223), sjö i Pajala kommun och Norrbotten 67°44′34″N 22°43′21″Ö / 67.74267°N 22.72262°Ö
- Särkijärvi (Pajala socken, Norrbotten, 754604-181039), sjö i Pajala kommun och Norrbotten 67°50′17″N 23°11′31″Ö / 67.83809°N 23.19181°Ö
- Särkijärvi (Tärendö socken, Norrbotten), sjö i Pajala kommun och Norrbotten 67°04′32″N 22°41′03″Ö / 67.07559°N 22.68427°Ö
- Särkijärvi (Övertorneå socken, Norrbotten, 738818-184876), sjö i Övertorneå kommun och Norrbotten 66°23′32″N 23°37′16″Ö / 66.39213°N 23.62106°Ö
- Särkijärvi (Övertorneå socken, Norrbotten, 739750-183594), sjö i Övertorneå kommun och Norrbotten 66°29′40″N 23°21′56″Ö / 66.49437°N 23.36559°Ö
- Särkijärvi (Övertorneå socken, Norrbotten, 741637-185325), sjö i Övertorneå kommun och Norrbotten 66°38′28″N 23°48′13″Ö / 66.64101°N 23.80348°Ö
- Säynäjäjärvi (Junosuando socken, Norrbotten), sjö i Pajala kommun och Norrbotten 67°28′24″N 22°27′25″Ö / 67.47339°N 22.45685°Ö
- Säynäjäjärvi (Korpilombolo socken, Norrbotten), sjö i Pajala kommun och Norrbotten 66°56′48″N 23°01′54″Ö / 66.94654°N 23.03174°Ö
- Södra Kiilisjärvi, sjö i Övertorneå kommun och Norrbotten 66°14′15″N 23°14′09″Ö / 66.23762°N 23.23589°Ö
- Sölänpuolenjärvi, sjö i Haparanda kommun och Norrbotten 65°42′37″N 23°41′36″Ö / 65.71029°N 23.69344°Ö
- Takajärvi (Hietaniemi socken, Norrbotten), sjö i Övertorneå kommun och Norrbotten 66°09′22″N 23°23′00″Ö / 66.15602°N 23.38345°Ö
- Takajärvi (Junosuando socken, Norrbotten), sjö i Pajala kommun och Norrbotten 67°29′11″N 22°38′55″Ö / 67.48627°N 22.64854°Ö
- Takajärvi (Korpilombolo socken, Norrbotten), sjö i Pajala kommun och Norrbotten 66°50′23″N 23°00′59″Ö / 66.83985°N 23.01640°Ö
- Takanenjärvi, sjö i Pajala kommun och Norrbotten 66°50′29″N 23°00′01″Ö / 66.84150°N 23.00017°Ö
- Talisenjärvi, sjö i Pajala kommun och Norrbotten 67°46′13″N 22°43′17″Ö / 67.77040°N 22.72132°Ö
- Talvitienjärvi (Junosuando socken, Norrbotten, 749068-178720), sjö i Pajala kommun och Norrbotten 67°22′18″N 22°30′07″Ö / 67.37161°N 22.50185°Ö
- Talvitienjärvi (Junosuando socken, Norrbotten, 752239-178307), sjö i Pajala kommun och Norrbotten 67°39′29″N 22°29′08″Ö / 67.65798°N 22.48569°Ö
- Tanojärvi, sjö i Pajala kommun och Norrbotten 67°56′15″N 23°23′35″Ö / 67.93757°N 23.39299°Ö
- Tervajärvi (Junosuando socken, Norrbotten), sjö i Pajala kommun och Norrbotten 67°28′55″N 22°36′05″Ö / 67.48195°N 22.60145°Ö
- Tervajärvi (Pajala socken, Norrbotten), sjö i Pajala kommun och Norrbotten 67°15′06″N 23°08′12″Ö / 67.25176°N 23.13665°Ö
- Tervajärvi (Tärendö socken, Norrbotten), sjö i Pajala kommun och Norrbotten 67°04′08″N 22°53′38″Ö / 67.06899°N 22.89385°Ö
- Tervajärvi (Övertorneå socken, Norrbotten), sjö i Övertorneå kommun och Norrbotten 66°27′06″N 23°31′04″Ö / 66.45171°N 23.51773°Ö
- Tievanjärvi, sjö i Pajala kommun och Norrbotten 67°20′51″N 22°21′00″Ö / 67.34743°N 22.34994°Ö
- Toinenjärvi, sjö i Pajala kommun och Norrbotten 66°49′01″N 22°20′54″Ö / 66.81694°N 22.34829°Ö
- Tonkijärvi, sjö i Pajala kommun och Norrbotten 67°35′49″N 22°29′07″Ö / 67.59708°N 22.48541°Ö
- Torajärvi, sjö i Pajala kommun och Norrbotten 67°24′26″N 23°03′24″Ö / 67.40735°N 23.05664°Ö
- Torvijärvi, sjö i Övertorneå kommun och Norrbotten 66°18′09″N 23°24′15″Ö / 66.30241°N 23.40420°Ö
- Tossanjärvi, sjö i Haparanda kommun och Norrbotten 66°01′35″N 23°51′45″Ö / 66.02640°N 23.86250°Ö
- Tunturisalmijärvi, sjö i Pajala kommun och Norrbotten 67°22′14″N 22°27′25″Ö / 67.37060°N 22.45688°Ö
- Tuohijärvi, sjö i Pajala kommun och Norrbotten 67°18′10″N 23°21′37″Ö / 67.30267°N 23.36037°Ö
- Tuoruajärvi, sjö i Övertorneå kommun och Norrbotten 66°38′57″N 23°40′48″Ö / 66.64917°N 23.68009°Ö
- Tupojärvi, sjö i Pajala kommun och Norrbotten 67°05′18″N 23°24′19″Ö / 67.08834°N 23.40518°Ö
- Tuppijärvi, sjö i Pajala kommun och Norrbotten 67°20′26″N 22°42′48″Ö / 67.34047°N 22.71322°Ö
- Tuulitievajärvi, sjö i Pajala kommun och Norrbotten 67°39′40″N 22°29′32″Ö / 67.66122°N 22.49230°Ö
- Tyihäjärvi, sjö i Pajala kommun och Norrbotten 66°46′52″N 23°12′57″Ö / 66.78117°N 23.21572°Ö
- Tymäkänjärvi, sjö i Övertorneå kommun och Norrbotten 66°28′50″N 23°31′01″Ö / 66.48054°N 23.51698°Ö
- Tyynijärvi, sjö i Pajala kommun och Norrbotten 67°27′48″N 22°08′53″Ö / 67.46333°N 22.14811°Ö
- Törmäjärvi, sjö i Pajala kommun och Norrbotten 67°36′37″N 22°44′52″Ö / 67.61037°N 22.74775°Ö
- Uiitajärvi, sjö i Övertorneå kommun och Norrbotten 66°34′24″N 23°32′33″Ö / 66.57320°N 23.54249°Ö
- Ukonjärvi, sjö i Pajala kommun och Norrbotten 67°07′24″N 23°11′31″Ö / 67.12331°N 23.19183°Ö
- Ulmajärvi, sjö i Pajala kommun och Norrbotten 66°58′51″N 23°04′59″Ö / 66.98080°N 23.08295°Ö
- Umpijärvi, sjö i Pajala kommun och Norrbotten 67°04′55″N 23°17′41″Ö / 67.08187°N 23.29460°Ö
- Uturaisenjärvi, sjö i Övertorneå kommun och Norrbotten 66°45′25″N 23°39′51″Ö / 66.75701°N 23.66428°Ö
- Uujärvi (Pajala socken, Norrbotten), sjö i Pajala kommun och Norrbotten 67°44′44″N 22°40′39″Ö / 67.74557°N 22.67760°Ö
- Uujärvi (Övertorneå socken, Norrbotten), sjö i Övertorneå kommun och Norrbotten 66°35′54″N 23°17′37″Ö / 66.59833°N 23.29373°Ö
- Vaarantakasenjärvi, sjö i Övertorneå kommun och Norrbotten 66°40′14″N 23°10′21″Ö / 66.67056°N 23.17261°Ö
- Vahtijärvi, sjö i Pajala kommun och Norrbotten 66°45′51″N 22°54′43″Ö / 66.76410°N 22.91192°Ö
- Vaijajärvi, sjö i Pajala kommun och Norrbotten 67°47′05″N 23°05′19″Ö / 67.78466°N 23.08860°Ö
- Valkeajärvi (Pajala socken, Norrbotten, 754515-181003), sjö i Pajala kommun och Norrbotten 67°50′00″N 23°11′26″Ö / 67.83346°N 23.19058°Ö
- Valkeajärvi (Pajala socken, Norrbotten, 755693-181272), sjö i Pajala kommun och Norrbotten 67°56′17″N 23°16′45″Ö / 67.93812°N 23.27919°Ö
- Valkeajärvi (Övertorneå socken, Norrbotten, 738350-184677), sjö i Övertorneå kommun och Norrbotten 66°21′23″N 23°33′59″Ö / 66.35634°N 23.56647°Ö
- Valkeajärvi (Övertorneå socken, Norrbotten, 739618-184222), sjö i Övertorneå kommun och Norrbotten 66°28′27″N 23°30′02″Ö / 66.47404°N 23.50051°Ö
- Valkeajärvi (Övertorneå socken, Norrbotten, 740721-182887), sjö i Övertorneå kommun och Norrbotten 66°35′04″N 23°13′57″Ö / 66.58440°N 23.23237°Ö
- Vankajärvi, sjö i Pajala kommun och Norrbotten 66°46′52″N 23°06′11″Ö / 66.78121°N 23.10308°Ö
- Vehkajärvi, sjö i Pajala kommun och Norrbotten 66°42′58″N 23°10′57″Ö / 66.71618°N 23.18242°Ö
- Vejärvi, sjö i Kalix kommun och Norrbotten 65°50′50″N 23°19′22″Ö / 65.84718°N 23.32266°Ö
- Veturijärvi, sjö i Pajala kommun och Norrbotten 67°47′30″N 22°56′52″Ö / 67.79153°N 22.94775°Ö
- Viianjärvi, sjö i Pajala kommun och Norrbotten 66°55′18″N 22°55′09″Ö / 66.92154°N 22.91907°Ö
- Viiksenjärvi, sjö i Pajala kommun och Norrbotten 67°56′45″N 23°32′55″Ö / 67.94579°N 23.54864°Ö
- Viitajärvi (Korpilombolo socken, Norrbotten), sjö i Pajala kommun och Norrbotten 66°51′12″N 23°01′14″Ö / 66.85346°N 23.02065°Ö
- Viitajärvi (Övertorneå socken, Norrbotten), sjö i Övertorneå kommun och Norrbotten 66°46′00″N 23°36′34″Ö / 66.76662°N 23.60931°Ö
- Vikeväjärvi, sjö i Övertorneå kommun och Norrbotten 66°41′39″N 23°29′35″Ö / 66.69412°N 23.49308°Ö
- Vinsajärvi (Junosuando socken, Norrbotten), sjö i Pajala kommun och Norrbotten 67°37′40″N 22°32′44″Ö / 67.62784°N 22.54547°Ö
- Vinsajärvi (Tärendö socken, Norrbotten, 744683-177989), sjö i Pajala kommun och Norrbotten 66°59′16″N 22°13′39″Ö / 66.98790°N 22.22750°Ö
- Vinsajärvi (Tärendö socken, Norrbotten, 745491-179892), sjö i Pajala kommun och Norrbotten 67°02′23″N 22°40′58″Ö / 67.03970°N 22.68283°Ö
- Vinsajärvi (Övertorneå socken, Norrbotten), sjö i Övertorneå kommun och Norrbotten 66°30′51″N 23°27′41″Ö / 66.51405°N 23.46137°Ö
- Vinsanjärvi (Korpilombolo socken, Norrbotten), sjö i Pajala kommun och Norrbotten 66°54′10″N 22°32′39″Ö / 66.90275°N 22.54408°Ö
- Vinsanjärvi (Tärendö socken, Norrbotten), sjö i Pajala kommun och Norrbotten 67°07′29″N 22°43′13″Ö / 67.12468°N 22.72029°Ö
- Vinsanjärvi (Övertorneå socken, Norrbotten), sjö i Övertorneå kommun och Norrbotten 66°30′35″N 23°27′13″Ö / 66.50984°N 23.45351°Ö
- Virkajärvi, sjö i Övertorneå kommun och Norrbotten 66°29′37″N 23°24′32″Ö / 66.49352°N 23.40893°Ö
- Virkasenjärvi, sjö i Pajala kommun och Norrbotten 67°20′50″N 22°40′43″Ö / 67.34710°N 22.67867°Ö
- Vittalaenjärvi, sjö i Pajala kommun och Norrbotten 67°11′11″N 23°01′22″Ö / 67.18652°N 23.02285°Ö
- Vuomajärvi (Hietaniemi socken, Norrbotten), sjö i Övertorneå kommun och Norrbotten 66°09′54″N 23°38′50″Ö / 66.16501°N 23.64711°Ö
- Vuomajärvi (Korpilombolo socken, Norrbotten), sjö i Pajala kommun och Norrbotten 66°42′14″N 22°57′30″Ö / 66.70384°N 22.95847°Ö
- Vuomajärvi (Pajala socken, Norrbotten, 748937-183757), sjö i Pajala kommun och Norrbotten 67°18′23″N 23°39′47″Ö / 67.30649°N 23.66301°Ö
- Vuomajärvi (Pajala socken, Norrbotten, 754209-180473), sjö i Pajala kommun och Norrbotten 67°48′45″N 23°02′47″Ö / 67.81252°N 23.04627°Ö
- Vuotturaippajärvi, sjö i Pajala kommun och Norrbotten 67°42′21″N 22°47′04″Ö / 67.70578°N 22.78435°Ö
- Vyönijärvi, sjö i Övertorneå kommun och Norrbotten 66°35′08″N 23°41′07″Ö / 66.58546°N 23.68518°Ö
- Vähä Karhujärvi, sjö i Pajala kommun och Norrbotten 67°20′48″N 22°06′02″Ö / 67.34661°N 22.10046°Ö
- Vähä-Aareajärvi, sjö i Pajala kommun och Norrbotten 67°24′48″N 23°31′28″Ö / 67.41341°N 23.52447°Ö
- Vähä-Airijärvi, sjö i Pajala kommun och Norrbotten 67°25′06″N 23°37′29″Ö / 67.41839°N 23.62471°Ö
- Vähä-Karsikkojärvi, sjö i Haparanda kommun och Norrbotten 65°55′24″N 23°58′19″Ö / 65.92344°N 23.97205°Ö
- Vähä-Kuurajärvi, sjö i Övertorneå kommun och Norrbotten 66°36′18″N 23°12′51″Ö / 66.60502°N 23.21407°Ö
- Vähä-Viiksenjärvi, sjö i Pajala kommun och Norrbotten 67°57′09″N 23°31′19″Ö / 67.95246°N 23.52205°Ö
- Vähäjärvi (Hietaniemi socken, Norrbotten), sjö i Övertorneå kommun och Norrbotten 66°10′03″N 23°26′34″Ö / 66.16753°N 23.44267°Ö
- Vähäjärvi (Korpilombolo socken, Norrbotten), sjö i Pajala kommun och Norrbotten 66°53′32″N 22°39′43″Ö / 66.89226°N 22.66205°Ö
- Vähäjärvi (Pajala socken, Norrbotten, 746926-182047), sjö i Pajala kommun och Norrbotten 67°08′45″N 23°12′37″Ö / 67.14580°N 23.21034°Ö
- Vähäjärvi (Pajala socken, Norrbotten, 749439-182401), sjö i Pajala kommun och Norrbotten 67°21′54″N 23°21′24″Ö / 67.36509°N 23.35678°Ö
- Vähäjärvi (Pajala socken, Norrbotten, 754078-180736), sjö i Pajala kommun och Norrbotten 67°47′56″N 23°06′34″Ö / 67.79896°N 23.10953°Ö
- Vähäjärvi (Tärendö socken, Norrbotten), sjö i Pajala kommun och Norrbotten 67°22′03″N 21°59′35″Ö / 67.36762°N 21.99312°Ö
- Välijärvi, sjö i Pajala kommun och Norrbotten 67°30′16″N 22°35′10″Ö / 67.50431°N 22.58623°Ö
- Västra Pahajärvi, sjö i Övertorneå kommun och Norrbotten 66°26′10″N 23°21′54″Ö / 66.43613°N 23.36501°Ö
- Väärtijärvi, sjö i Haparanda kommun och Norrbotten 65°56′45″N 23°52′34″Ö / 65.94570°N 23.87609°Ö
- Yli Aareakursunjärvi, sjö i Pajala kommun och Norrbotten 67°30′47″N 23°14′07″Ö / 67.51310°N 23.23539°Ö
- Yli Hallajärvi, sjö i Haparanda kommun och Norrbotten 65°58′12″N 23°36′18″Ö / 65.97006°N 23.60507°Ö
- Yli Kuusijärvi, sjö i Pajala kommun och Norrbotten 67°03′58″N 23°31′04″Ö / 67.06604°N 23.51775°Ö
- Yli Naartijärvi, sjö i Haparanda kommun och Norrbotten 65°57′08″N 23°38′56″Ö / 65.95229°N 23.64895°Ö
- Yli Puutikkajärvi, sjö i Haparanda kommun och Norrbotten 65°59′29″N 23°38′36″Ö / 65.99148°N 23.64333°Ö
- Yli-Kuittasjärvi, sjö i Övertorneå kommun och Norrbotten 66°42′49″N 23°49′20″Ö / 66.71353°N 23.82233°Ö
- Yli-Liekojärvi, sjö i Pajala kommun och Norrbotten 67°26′09″N 22°50′23″Ö / 67.43593°N 22.83980°Ö
- Yli-Säynäjäjärvi, sjö i Pajala kommun och Norrbotten 66°57′28″N 23°02′09″Ö / 66.95772°N 23.03576°Ö
- Ylinen Heikinjärvi, sjö i Övertorneå kommun och Norrbotten 66°31′57″N 23°24′23″Ö / 66.53262°N 23.40646°Ö
- Ylinen Kantaanjärvi, sjö i Övertorneå kommun och Norrbotten 66°40′06″N 23°12′53″Ö / 66.66821°N 23.21467°Ö
- Ylinen Leppäjärvi, sjö i Pajala kommun och Norrbotten 67°20′08″N 22°19′10″Ö / 67.33543°N 22.31933°Ö
- Ylinen Niskajärvi, sjö i Pajala kommun och Norrbotten 67°36′55″N 22°36′10″Ö / 67.61526°N 22.60285°Ö
- Ylinen Peurajärvi, sjö i Övertorneå kommun och Norrbotten 66°12′03″N 23°17′01″Ö / 66.20087°N 23.28353°Ö
- Ylinen Salmijärvi, sjö i Övertorneå kommun och Norrbotten 66°30′59″N 23°24′19″Ö / 66.51626°N 23.40528°Ö
- Ylinen Särkijärvi, sjö i Pajala kommun och Norrbotten 68°03′13″N 23°13′50″Ö / 68.05371°N 23.23068°Ö
- Ylinen Vittajärvi, sjö i Pajala kommun och Norrbotten 66°43′37″N 23°05′19″Ö / 66.72687°N 23.08874°Ö
- Ylinen Ylinenjärvi, sjö i Övertorneå kommun och Norrbotten 66°38′12″N 23°25′44″Ö / 66.63663°N 23.42899°Ö
- Ylivuomasenjärvi, sjö i Pajala kommun och Norrbotten 67°08′59″N 22°06′05″Ö / 67.14982°N 22.10132°Ö
- Ymmyräinenjärvi, sjö i Pajala kommun och Norrbotten 66°59′34″N 22°51′04″Ö / 66.99274°N 22.85103°Ö
- Äihämäjärvi, sjö i Pajala kommun och Norrbotten 67°03′35″N 22°52′47″Ö / 67.05979°N 22.87983°Ö
- Äijäjärvi (Hietaniemi socken, Norrbotten), sjö i Övertorneå kommun och Norrbotten 66°20′19″N 23°19′14″Ö / 66.33861°N 23.32046°Ö
- Äijäjärvi (Pajala socken, Norrbotten), sjö i Pajala kommun och Norrbotten 67°53′20″N 23°30′34″Ö / 67.88898°N 23.50952°Ö
- Äijäjärvi (Tärendö socken, Norrbotten), sjö i Pajala kommun och Norrbotten 67°22′43″N 22°00′22″Ö / 67.37856°N 22.00601°Ö
- Äijänjärvi, sjö i Pajala kommun och Norrbotten 67°31′35″N 22°18′56″Ö / 67.52636°N 22.31567°Ö
- Ämmäsjärvi (Korpilombolo socken, Norrbotten, 742913-180903), sjö i Pajala kommun och Norrbotten 66°48′18″N 22°50′36″Ö / 66.80496°N 22.84331°Ö
- Ämmäsjärvi (Korpilombolo socken, Norrbotten, 743780-181530), sjö i Pajala kommun och Norrbotten 66°52′14″N 23°00′44″Ö / 66.87043°N 23.01215°Ö
- Äpäräjärvi, sjö i Pajala kommun och Norrbotten 67°55′16″N 22°58′41″Ö / 67.92122°N 22.97793°Ö
- Östra Pahajärvi, sjö i Övertorneå kommun och Norrbotten 66°25′55″N 23°24′49″Ö / 66.43185°N 23.41374°Ö